# Калверт, Фрэнк
Фрэнк Ка́лверт (англ. Frank Calvert; 3 сентября 1828, Валлетта — 12 августа 1908, Чанаккале) — британский и американский консул на османских землях Дарданелл, предприниматель и археолог-любитель. Наиболее известен тем, что за семь лет до начала деятельности Генриха Шлимана начал раскопки Гиссарлыка, отождествив холм с местонахождением древнего города Троя.
Фрэнк Калверт был младшим из семи детей британского джентльмена Джеймса Калверта; практически все члены семьи служили в Османской империи на дипломатических должностях. Калверт, будучи британским подданным, родился на Мальте и всю жизнь обитал в Чанаккале, где и был похоронен. После 1852 года Фрэнк Калверт работал в дарданелльском консульстве Великобритании, в 1856 и 1858 годах временно исполнял обязанности британского консула; должность вице-консула он занимал в краткий период 1887—1890 годов. С 1874 года и до конца своей жизни Фрэнк занимал должность почётного консула США и агента Государственного департамента. Несмотря на финансовую состоятельность и хорошее образование, Фрэнк Калверт всю жизнь оставался холост и не имел потомства.
С 1857 года часть холма Гиссарлык являлась частью семейного поместья. Фрэнк Калверт проводил на своём участке раскопки в 1863 и 1865 годах, обнаружив руины греко-римской эпохи. Знакомство со Шлиманом произошло в 1868 году, после чего Калверт делился с ним своими соображениями о стратиграфии Троады, а также помогал организовывать первые раскопочные сезоны. В 1871—1890 годах Шлиман проводил масштабные раскопки, в том числе на земле Калверта, и подробно публиковал их результаты, приобретя репутацию первооткрывателя Трои. Калверт не оспаривал открытий Шлимана, однако периодически отстаивал свои права собственности на некоторые найденные объекты; в 1873—1878 годах они не общались вовсе. После кончины Шлимана в 1890 году Калверт сотрудничал на раскопках Вильгельма Дёрпфельда. В 1899 году Фрэнк Калверт передал свои земли на Гиссарлыке Османскому археологическому музею, за что был награждён орденом Османие третьей степени.
Фрэнк Калверт публиковал результаты своих локальных раскопок и топографических исследований в форме небольших по объёму статей, последняя из которых была напечатана в 1902 году на немецком языке. После кончины исследователь не был забыт, но оказался «в тени» Генриха Шлимана, упоминаясь во всех биографиях своего немецкого коллеги. Пересмотр взглядов археологов на наследие Калверта наметился в 1970-е годы, в 1999 и 2006 годах были опубликованы две монографические биографии. Их авторы признают, что Калверт, несмотря на огромную эрудицию и практический опыт раскопок, так и не перешёл границы, отделяющей донаучный антикварианизм от археологической науки.

## Происхождение. Ранние годы

### Семейство Калвертов

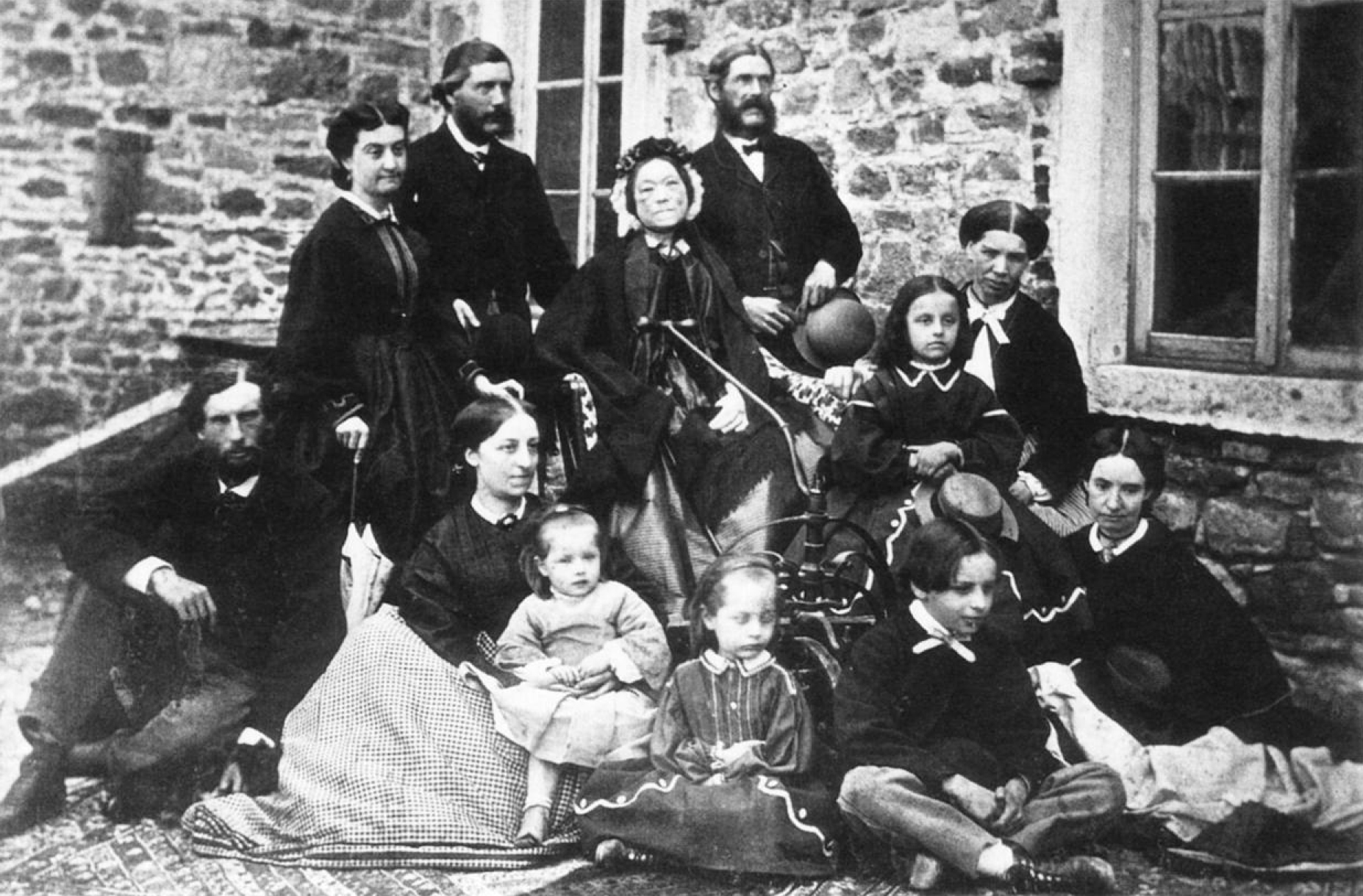
Семейство Калвертов в 1866 году. Слева направо: Фрэнк сидит, стоят Лавиния и Джеймс, в кресле Луиза Ландер Калверт, рядом стоит Чарльз Калверт, у их ног Марта и Элис, Ивлин Эббот и Лора (на коленях матери), справа сидят Эдит, Фредерик и Луиза Флоренс Калверты

Будущий археолог родился в Валлетте в семье Джеймса Калверта (1778—1852), который происходил от побочной линии рода баронов Балтиморов. Джеймс родился на Мальте, получил образование в Англии и с 1805 года вновь обосновался на острове, где стал партнёром в зерноторговой фирме Goodchild, Calvert and Lander. В 1815 году в Смирне Джеймс женился на сестре своего делового партнёра Луизе Энн Ландер (1792—1867), по прямой линии происходившей из семейства Аргайлских Кэмпбеллов. После чумной эпидемии 1813—1814 годов британское правительство поощряло заселение Мальты, где Калверт стал служить в порту Валлетты на зерновых складах, а затем сделался заведующим почтовой пересылкой между Индией и Англией. Семейный дом располагался на улице Страда Зекка, где у Джеймса и Луизы родились шесть сыновей и дочь. Фрэнк Калверт, который появился на свет 3 сентября 1828 года, был самым младшим ребёнком. Карьерой в Средиземноморье Джеймс Калверт был обязан мальтийскому губернатору Томасу Мейтланду, после кончины которого положение семьи стало шатким.
Практически все дети Калвертов после 16-летия были вынуждены самостоятельно зарабатывать и связали свою жизнь с консульской службой. Это обеспечивало семье уникальную социальную нишу: обладая невысоким по британским меркам статусом, Калверты являлись дипломатическими представителями Британии, которые могли заниматься коммерцией. После 1829 года дядя Луизы Калверт — Чарльз Александр Ландер (1786—1846) — занял должность в регионе Дарданелл, и остальные родственники оказались связаны с Чанаккале. Судя по «Passport Registers and Maltese newspaper reports», Джеймс Калверт-старший и его жена преимущественно жили на Мальте и посещали Дарданеллы лишь периодически. Далее они переехали в Лондон, где глава семьи скончался в 1852 году; он не был похоронен на семейном кладбище в Чанаккале (основанном в 1846 году). При этом в некрологе, опубликованном его дочерью, Джеймс Калверт именовался «Дарданелльским» (of the Dardanelles). Вдовая Луиза Ландер Калверт переехала к детям в Чанаккале, где и скончалась в 1867 году. Старший сын Генри Хантер Калверт (1817—1882) начал карьеру консула в Эрзеруме, а после 1851 года был британским вице-консулом в Александрии в течение четверти века. Эдмунд Калверт (1825—1908) начинал карьеру в Трапезунде, в 1852 году стал секретарём посольства в Стамбуле, а после 1865 года — генеральным консулом в османской столице и на Родосе.

### Старший брат Фредерик Калверт

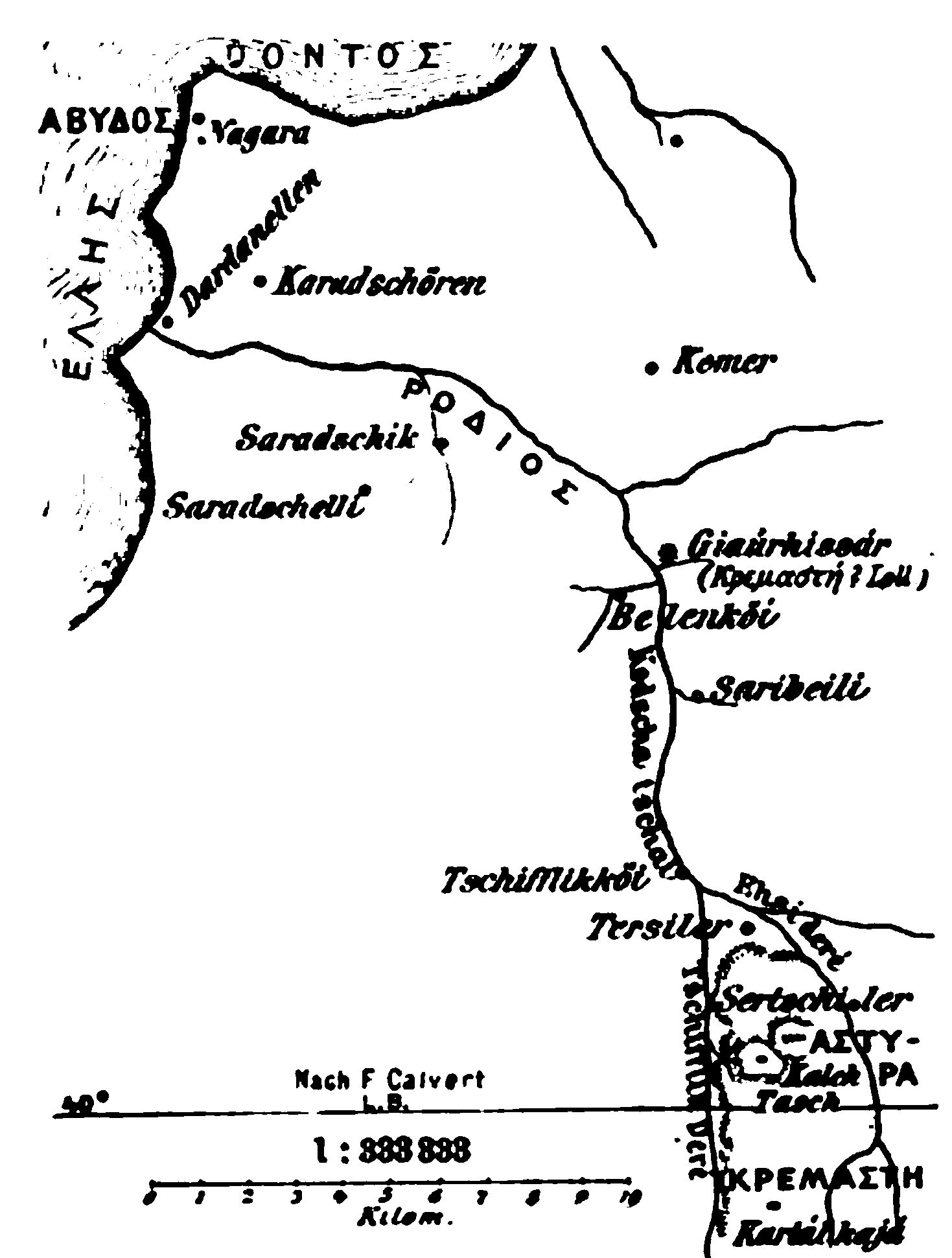
Карта Троады из энциклопедии Паули-Виссова по эскизам Фрэнка Калверта (второй полутом второго тома), 1896 год

Благодаря тому, что Чанаккале был процветающим портом на подступах к османской столице, Калверты быстро разбогатели. В 1852 году на земле, отвоёванной у моря, был воздвигнут обширный семейный дом в неоклассическом стиле, который, по слухам, вызывал зависть местного паши. Преемником Чарльза Ландера на посту консула и опекуном его детей стал Фредерик Уильям Калверт (1819—1876), который владел, как родными, греческим, турецким, итальянским и французским языками. Он добился повышения статуса вице-консульства до полного консульства и стал представителем Lloyd's of London. Пользуясь популярностью в среде турок и зарабатывая врачебным делом и ростовщичеством, Фредерик приобрёл два поместья на Галлипольском полуострове и в Троаде, причём активно внедрял новейшую агротехнику и экспериментировал с породами скота и сортами растений. По совместительству он являлся вице-консулом Пруссии, агентом Бельгии и Нидерландов. Его брат — Джеймс Калверт (1827—1896) — занял должность консульского агента США. Их основной функцией было дипломатическое сопровождение судов под флагами указанных стран, а также сбор таможенных пошлин. Во время Крымской войны Фредерик обустроил в своём поместье госпиталь на 3000 коек, открытый в 1855 году. Это вызвало восторженные отзывы Джорджа Уильяма Фредерика Ховарда, седьмого графа Карлайла, который обосновался у Калвертов на это время. Впрочем, в 1858 году одно из поместий пришлось заложить.
Фредерик Калверт с 1847 года владел своей долей семейного состояния. В период наибольшего расцвета его поместье (впоследствии получившее имя «Тимбра», в честь античного города) на Троянском плато занимало около 3000 акров, а земли простирались на 4 мили к юго-востоку от Гиссарлыка вплоть до слияния рек Кемер и Мендерес, но, преимущественно, были болотистыми. В основном земли были засажены дубовым лесом (Quercus macrolepis), жёлуди и кора поставлялись для кожевенной и красильной промышленности Англии. По мере осушения болот Калверты стали выращивать хлопок и пшеницу, а также создали 240 акров пастбищ. Из-за режима капитуляций юрисдикция турецких судов не распространялась на европейских подданных, поэтому консул в османских владениях был наделён судебной властью «хранителя чести своей страны и защитника прав её граждан».

### Начало карьеры Фрэнка Калверта
О первых шестнадцати годах жизни Фрэнка Калверта вообще не осталось документальных сведений. По косвенным данным известно, что он учился на родном острове и несколько раз посещал Чанаккале. В списке британских подданных, проживающих в Дарданеллах (февраля 1846 года, вероятно, составленном на основе турецких официальных документов), Фрэнк упоминался как «безбородый юноша 16 лет». Около 1845 года Фрэнк Калверт завершил школьное обучение на Мальте и далее поступил под начало Фредерика, которого замещал во время отъездов из Чанаккале. Старший брат был знатоком античной литературы и проявлял интерес к археологическим памятникам, которыми изобиловали его поместья. Он иногда сопровождал туристов на Иду и в Самофракию. Официально на дипломатическую службу Фрэнк был принят в 1852 или 1853 году, сделавшись делопроизводителем и переводчиком; не менее половины переписки своих братьев на английском и французском языке осуществлял именно Калверт-младший. В 1856 и 1858 годах Фрэнк временно исполнял обязанности консула. После отъезда брата Джеймса в Стамбул в 1874 году Фрэнк по совместительству сделался почётным консулом США и сохранял этот пост до конца жизни. По времени это совпало с разрешением османского правительства владеть недвижимостью иностранным подданным. Кроме того, Фрэнк стал представителем ливерпульской судоходной фирмы Moss Steamship Company и членом портовой комиссии. После отъезда старших братьев из Чанаккале Фрэнк сделался управляющим семейным бизнесом и поместьями. Как и его единственная сестра Эдит и братья Эдмунд и Генри, он так никогда и не вступил в брак.

### Начало раскопочной деятельности

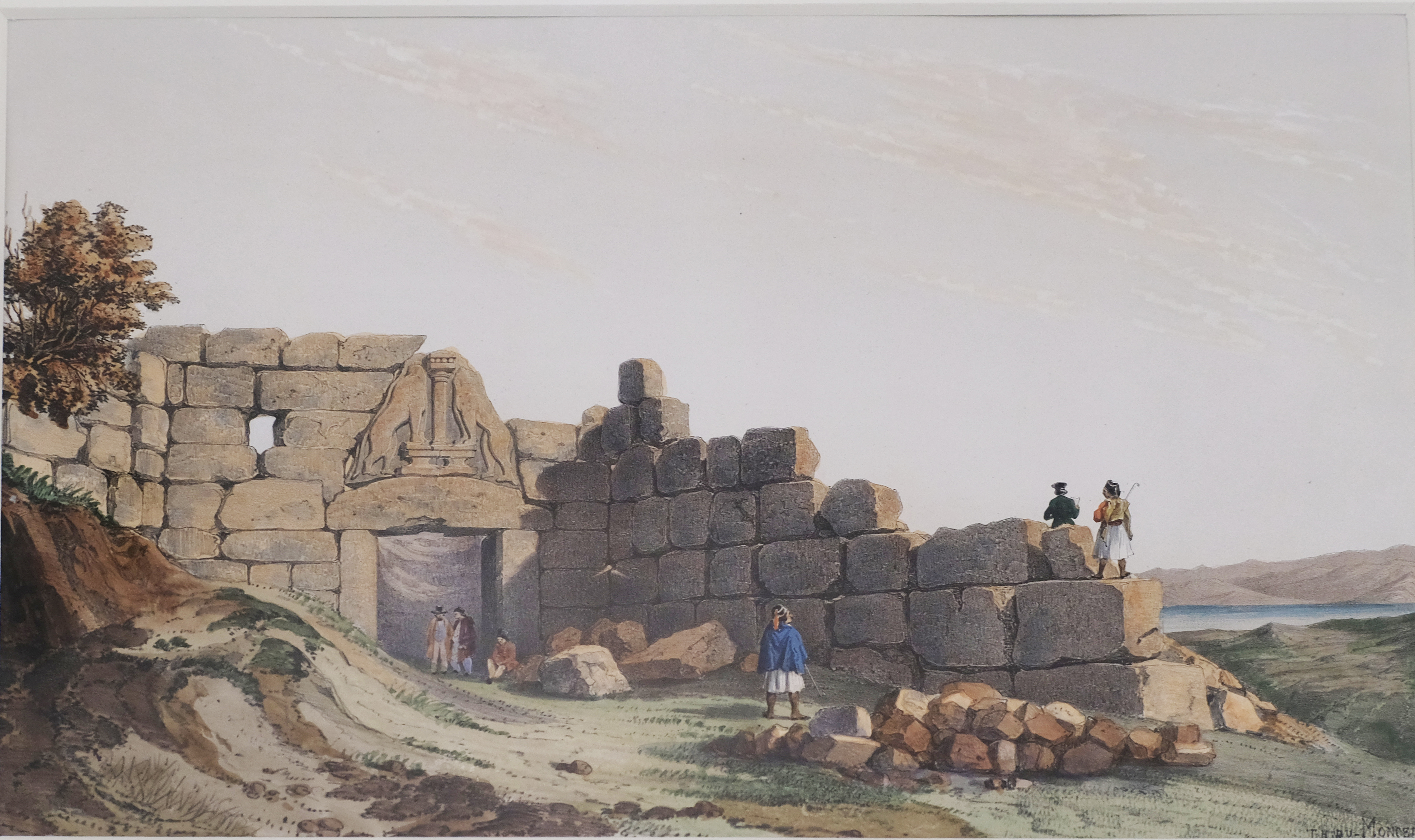
Львиные ворота на литографии Теодора дю Монсея, 1843 год

Полученное Калвертом образование включало основы навигации, математики и картографии, а также классические языки. Топография и древности Троады естественным образом интересовали Калвертов, поскольку в этой местности располагались их поместья. Кроме того, старший брат — Генри Калверт — ещё в 1835 году посетил материковую Грецию, видел Микены и Львиные ворота, был знаком с Чарльзом Ньютоном. Семейный архив демонстрирует его возможности рисовальщика и наблюдателя. Работая в Эрзеруме, Генри собрал обширную естественнонаучную коллекцию. Эдмунд Калверт, долго работая в Египте, стал квалифицированным египтологом. Первым из Калвертов, кто занялся раскопками, был Фредерик; граф Карлайл характеризовал его как «знающего антиквара». Произошло это при следующих обстоятельствах. В марте 1847 года крестьянин обнаружил на своём поле клад серебряных монет, о котором сообщил местному паше. Тот никого не допустил к изучению сокровищ, однако Фредерик сумел раздобыть описание клада и чертёж местности, где была совершена находка. Копии он отправил в посольство в Стамбуле, утверждая, что находки могут заинтересовать Британский музей. Судьба этих документов неизвестна. В 1857 году Фредерик раскопал курган в эренкёйском поместье, однако нашёл только битую керамику и клыки кабана. Никаких более или менее подробных записей не велось, и судить о результатах раскопок невозможно.
Проживая на территории Троады и интересуясь классикой, Калверты не могли быть изолированы от троянского вопроса. К середине XIX века регион посетили довольно много французских и британских путешественников, возникла гипотеза, что древний город располагался в урочище Акча-Кёй или Бунарбаши. В 1847 году поместье Калвертов навестил шотландский геолог и издатель Чарльз Макларен, который совершал «Гранд-тур» и пробыл в семье десять дней. Макларен был убеждён в реальности Троянской войны, он заинтересовал Фрэнка своими выкладками и охотно дискутировал с молодым человеком. Первым географом, который попытался соотнести сведения Гомера с реальной топографией, был русский дипломатический посланник Пётр Чихачёв. В апреле 1849 года Пётр Александрович посетил Калвертов во время экспедиции по Анатолии, причём 20-летний Фрэнк заинтересовал его, и они совершили восхождение на Эрджиес. Чихачёв привил будущему археологу глубокое уважение к естественным наукам. В 1850—1851 годах путешествие по Анатолии совершил Уильям Ваддингтон, который стремился покупать древности непосредственно у «чёрных копателей» и собрал огромную нумизматическую коллекцию. Судя по переписке 1855 года, Калверты были с ним знакомы и помогали контрабандой переправить в Европу древности, предположительно, приобретённые во время путешествия. Ваддингтон консультировал Калверта относительно цен на антики в Европе, предположительно, в связи с раскопками на Гиссарлыке. В 1872 году Ваддингтон опубликовал эпиграфические памятники из коллекции Калверта в своём капитальном труде Explication des translations grecques et latines recuillies en Grece et en Asie Mineure.
Самостоятельными изысканиями Фрэнк Калверт занимался, предположительно, с 1853 года. Связи с местными жителями обеспечили его продукцией гробокопателей из Дарданоса и Абидоса, позднее Бунарбаши и Александрии Троадской. Граф Карлайл описывал раскопки, совершённые в Ханай-Тепе в компании с Калвертом, Чарльзом Ньютоном и преподобным Генри Фэншоу Тозером. Ньютон в феврале 1853 года совершил самостоятельное археологическое путешествие по Троаде, где его проводником был именно Фрэнк Калверт. Раскопки в Ханай-Тепе велись в 500 метрах от веранды усадебного дома Калвертов; были заложены шурфы глубиной 3—4 метра, которые затем соединялись траншеей, проводимой в южном направлении. Впрочем, ничего интересного обнаружить не удалось. Август Баумайстер свидетельствовал о том, что в 1854 году Калверт раскопал четыре кургана, в том числе в Ханай-Тепе и Бунарбаши, но вновь не нашёл ни монет, ни керамики. В результате бессистемных раскопок удалось найти акрополь Офринейона — города, упомянутого ещё Геродотом. Доказательством послужили бронзовые монеты с названием города. С. Аллен полагала, что деятельность Калверта в 1853—1856 годах была тесно связана с ходом Крымской войны и консульским обеспечением действий британских войск.

## Калверт и открытие Трои

### На подступах к Трое. Дело Фредерика Калверта

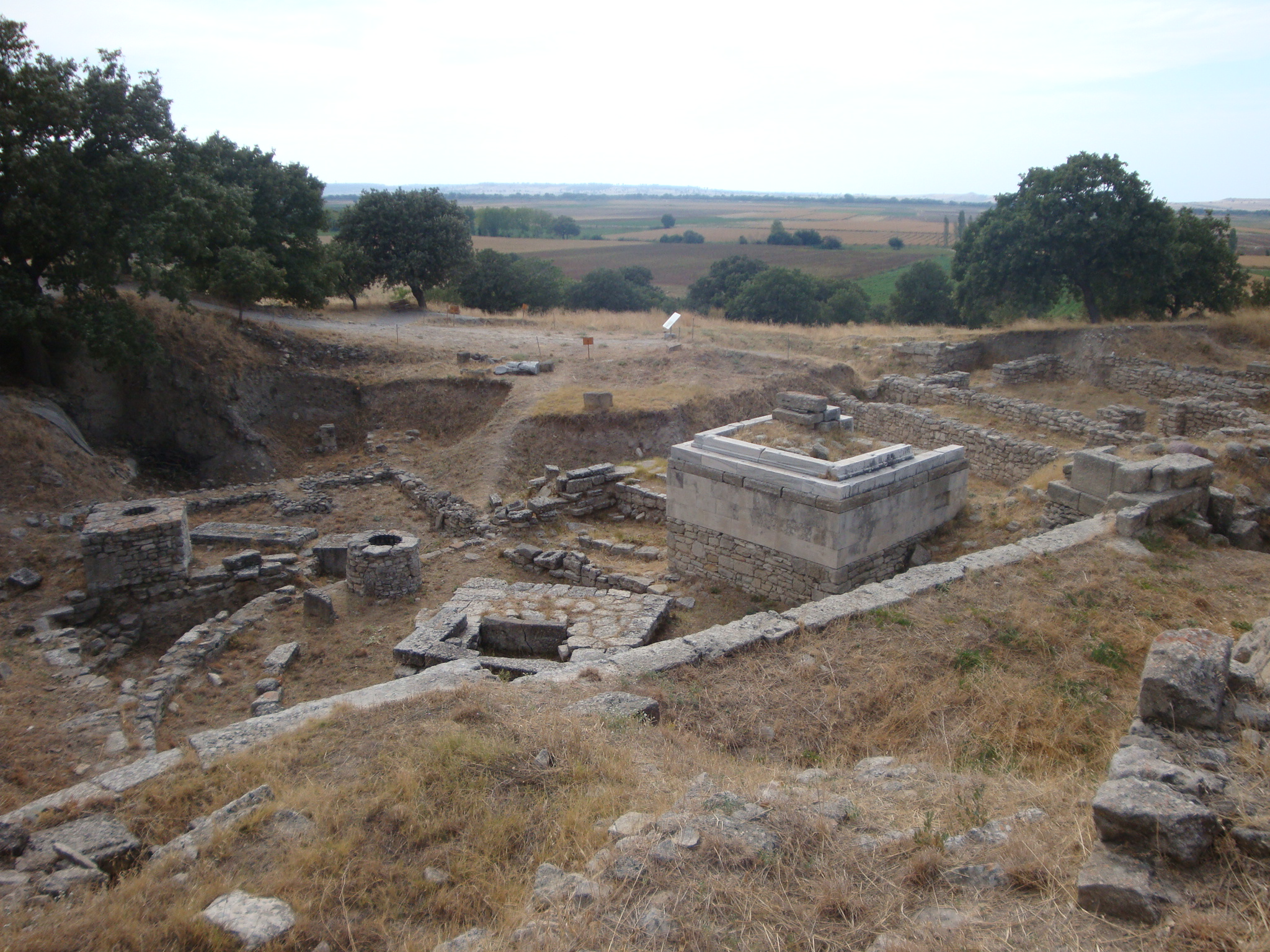
Панорама Троады, видимая с Гиссарлыка. Фото 2009 года

Между 1856—1859 годами Калверты занимались раскопками на своих землях, причём согласились с гипотезой, что древняя Троя располагалась у селения Бунарбаши. Фрэнк предположил, что Гомер может являться историческим источником, и решил проверить идею, что Ханай-Тепе — это место кремации троянских героев (Илиада 7.331). В 1857 году на винограднике в Эренкёе были найдены захоронения в пифосах. Наконец, в 1859 году Калверт попытался отождествить детали ландшафта, описанные в древних источниках, с современной местностью. Основываясь на текстах Страбона, Ксенофонта и Фукидида, он отождествил положение древних полисов Ларисы и Колона, жителей которых затем переселили в Александрию Троадскую. Состоялась и первая серьёзная публикация: статья «Курган Ханай-Тепе в Троаде», написанная тремя годами ранее, была опубликована «Археологическим журналом», изданием Королевского археологического института. После того, как труды Калверта были описаны в журнале «Атенеум», в 1862 году он стал достаточно известен в учёных кругах Лондона. Периодически он переписывался с Ньютоном, с чем было связано недоразумение: Калверт просил подписать его на издания Римского археологического института, а вместо этого старший брат Фредерик получил диплом о членстве в этой организации. В одном из писем Ньютону был оглашён грандиозный план: исследовать долину реки Эзеп, которая, по Страбону, образовывала восточную границу Троады, и обследовать южное побережье Мраморного моря по всем пунктам, перечисленным в XIII книге страбоновой «Географии».

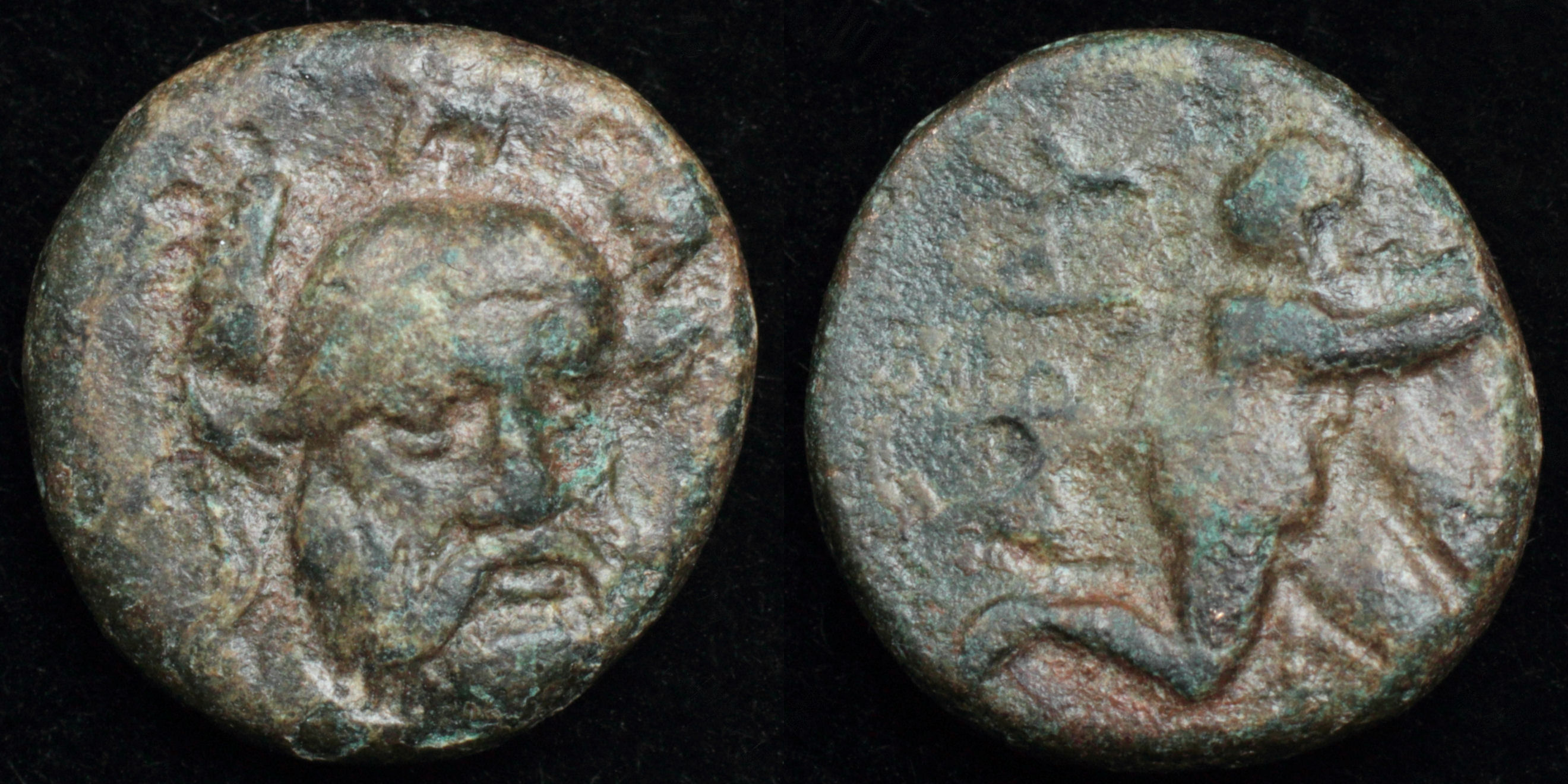
Бронзовые монеты из Офринейона IV века до н. э.

Холм Гиссарлык стал частью владений Фрэнка Калверта в 1857 году. На паях с неким господином Фрименом из Эренкёя они приобрели 2000 акров земли за 300 фунтов стерлингов; участки включали как территории Нового Илиона, так и северной части Гиссарлыка. До семейного поместья в Ага-Кёй оттуда было около полутора миль расстояния, а земли были удобны для сельского хозяйства. Иными словами, в основе сделки лежали коммерческие, а не научные интересы. Консул Фредерик Калверт предсказывал, что эти угодья будут приносить до 1000 фунтов стерлингов в год. К тому времени дела семьи были в расстройстве: Фредерик во время Крымской войны брал большие подряды на поставку сена и других кормов для армии, был обвинён в финансовых махинациях и заключён в британскую тюрьму на десять недель за долги, причём ему не позволили удерживать 3 % комиссионных, положенных по контракту.

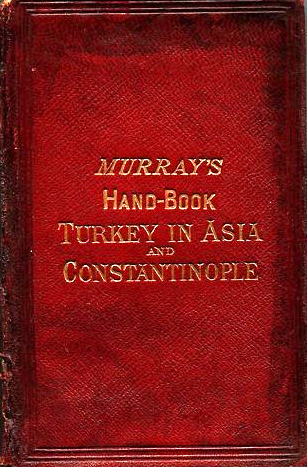
Обложка «Murray's Handbooks for Travellers» издания 1871 года

В начале 1860-х годов, судя по переписке с Ч. Ньютоном, Фрэнк Калверт читал «Диссертацию о топографии Троянской войны» Макларена, в которой доказывалось, что Троя расположена в Новом Илионе. Вероятно, сведения мог предоставить Фредерик, который в 1860 году находился в Лондоне. Его дело было рассмотрено на заседании парламента, и он добился выплаты компенсаций и реабилитации. В 1862 году начался новый скандал, в результате которого Фрэнку пришлось занять место консула. Годом ранее Фредерик вошёл в долю с управляющим оливковыми плантациями Хусейном-агой, который обязался поставить в Лондон груз первосортного оливкового масла, однако оно так и не дошло до заказчиков. Затем Хуссейн-ага занял у Фредерика Калверта и его родственника Эббота 3000 фунтов стерлингов и скрылся. В дело оказался вовлечён английский посол Генри Бульвер, который лично возглавил расследование. Фредерика Калверта заподозрили в получении страховки за сгоревший бриг «Посейдон», на котором должны были доставить масло. Далее следствие пришло к выводу, что брига, как и груза, физически вообще не существовало. Фредерик был вынужден скрываться, он потерял должность вице-консула Великобритании и Пруссии и место в Археологическом институте, а скандал выплеснулся на страницы лондонской «Таймс». В результате в октябре из штата Форин-офиса был исключён и Эдмунд Калверт, был выписан ордер на арест Фредерика и начата процедура банкротства. На семейной фотографии 1866 года, воспроизведённой в начале статьи, Фредерик отсутствовал.
В 1863 году Калверт писал, что завершает географию Троады, и представил план раскопок Нового Илиона. Бунарбаши он отверг на том основании, что, в отличие от Тиринфа и Микен, из земли не выбивались залежи глиняных черепков, которые в буквальном смысле валялись под ногами. Ньютон (который тогда был консулом на Родосе) представил проект попечительскому совету Британского музея и рекомендовал ассигновать 100 фунтов стерлингов на первичные изыскания. 11 декабря 1863 года Калверта не пустили на борт французского парохода, на котором находился Ньютон; отчасти из-за этого попечители не были убеждены в успехе проекта. Скандал с Фредериком, вероятно, сыграл в отказе не последнюю роль в эпоху узаконенного социального снобизма. Возможно также, что Ньютон не был уверен в энтузиазме непрофессионала и не считал участок для раскопок перспективным. В 1865 году Калверт впервые провёл раскопки на северном склоне Гиссарлыка и наткнулся на руины античного храма Афины и городской стены, возведённой при Лисимахе. Случайно он открыл северо-восточный бастион, ныне относимый археологами к слою Троя VI, то есть эпохе бронзового века.
Об улучшении репутации Калвертов свидетельствовало то, что в апреле 1865 года Фрэнка избрали гидом по Троаде для юного Артура, герцога Коннаутского. Издатель Джон Мюррей II в том же году попросил у Калверта информацию для включения в популярный Murray's Handbooks for Travellers, который он обновлял до самой кончины; Калверт был включён в редколлегию местной газеты Levant Herald. В июне 1867 года скончалась мать Калвертов; за месяц до этого Фредерик объявился и был арестован. В декабре его освободили под залог в 2000 фунтов стерлингов ценными бумагами, взыскав ещё столько же за обязательство явиться в суд. Процесс в Высоком консульском суде начался 3 февраля 1868 года и длился шесть дней. Жюри присяжных признало его виновным в подлоге и мошенничестве, однако судья снизил срок наказания с трёх лет заключения до двух. Поскольку его брат Фрэнсис занял пост в Стамбуле, Фредерика перевели для отбывания наказания на Мальту. Общая сумма судебных издержек составила 1035 фунтов стерлингов.

### Шлиман на Гиссарлыке

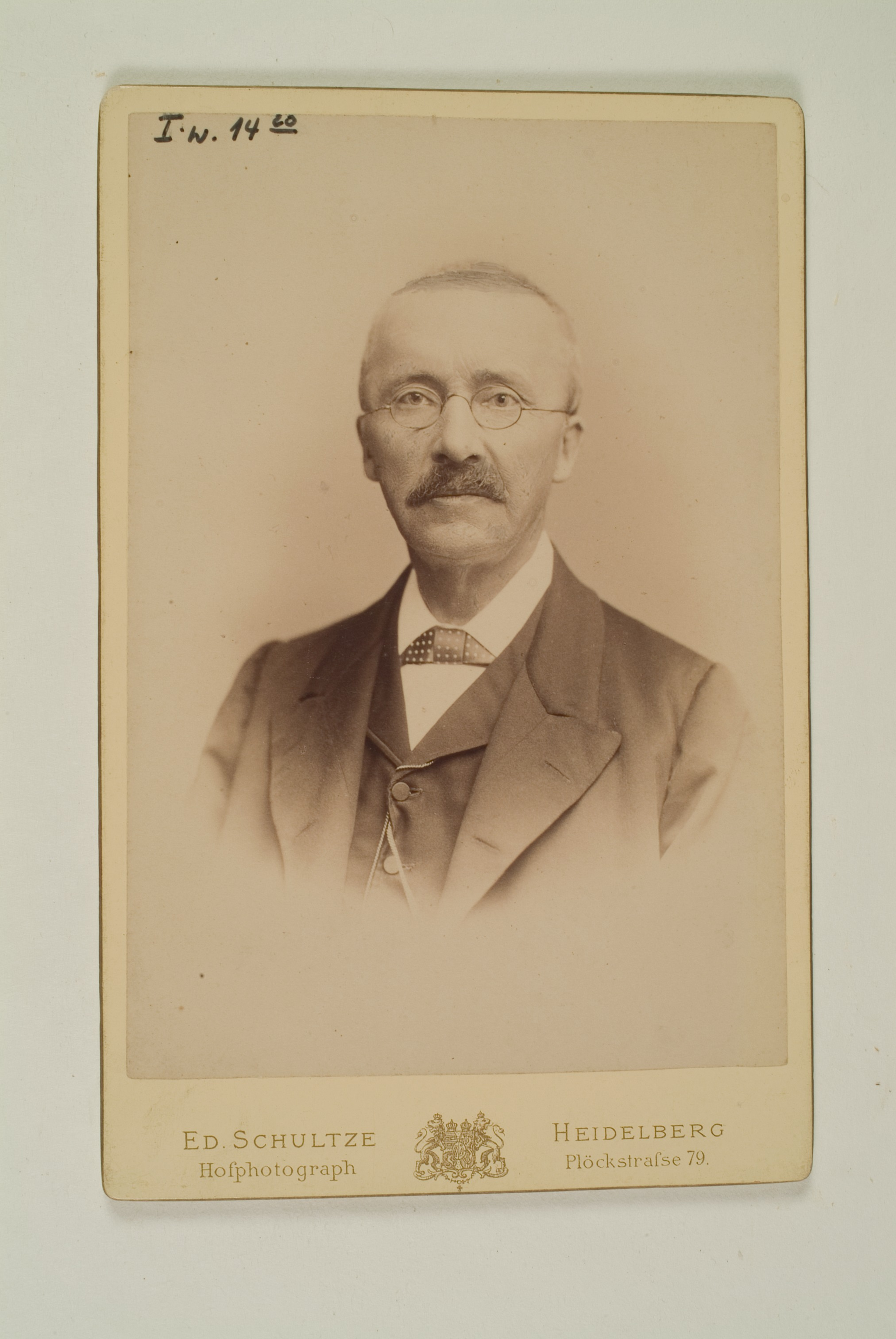
Генрих Шлиман. Фото из собрания Гейдельбергской университетской библиотеки

Во время туристической поездки по античным объектам Средиземноморья в августе 1868 года до Дарданелл добрался Генрих Шлиман. В его дневнике не объясняется причина обращения к Калверту, однако он мог узнать о том из справочника Мюррея. Гостеприимный хозяин пригласил его на обед и показал домашнюю коллекцию древностей. В итоге Генрих покинул грязную гостиницу и поселился в доме Калвертов, вероятно, более, чем кто-либо из его посетителей, оценив идею того, что Гиссарлык скрывает в своих недрах Трою. 22 августа Шлиман писал сестре:

В апреле следующего года я обнажу весь холм Гиссарлык, ибо уверен, что найду Пергамон, цитадель Трои.
10 октября 1868 года датировано большое письмо Шлимана Калверту, в котором обсуждались важные вопросы, в том числе связанные с топологией Гиссарлыка. Фрэнк уверил Генриха, что холм является лишь отрогом плоского плато, который удерживается только рукотворными стенами, скрывающими обломки храмов и построек. В ноябрьском послании Шлиман просил практической помощи: какие шляпы наилучшим образом защитят от солнца и ветров, где можно нанять рабочих, какой требуется инвентарь и следует ли носить оружие? В январе 1869 года Калверт уверил Генриха в своём максимальном содействии, особенно в праве раскопок на принадлежащих его семье землях. В письме от 3 февраля он откровенно писал Шлиману, что хотел выкопать из Гиссарлыка древности, особенно мраморные статуи и монеты, но не имеет для этого достаточно средств. Деловое предложение было таково: «половина найденных объектов будет моей собственностью после вычета из дубликатов, которые могут или не могут быть истребованы правительством Турции». В том же послании сообщалось о трудностях с турком — владельцем западной части холма. Вдобавок османское правительство аннулировало все разрешения на раскопки, и 18 января 1869 года Калверту пришлось подавать заявку на новый фирман. В послание от 22 января Калверт поместил выписки из статей и монографий, которые были недоступны Шлиману в Париже, и приложил список изданий античных классиков, где содержались описания Троады.
Далее переписка со Шлиманом прервалась до конца 1869 года: немецкий предприниматель разводился с русской женой и женился на гречанке. Калверт устроился в американском консульском отделе: судебный процесс против Фредерика вовлёк семью в долги, а археологическую коллекцию не удавалось продать. Не получив разрешения от турецких властей и владельцев земли, в апреле 1870 года Шлиман приступил к пробным раскопкам. Калверт не мог сопровождать его: во время визита Генриха 8 апреля Фрэнк лежал с приступом малярии, поскольку имение в Тимбре изобиловало болотами. Взамен он посоветовал условия найма рабочих и рекомендовал проверенного слугу — Николаоса Зафироса, грека, уроженца Мальты. После этого новоявленный археолог обратился к турецким землевладельцам, поскольку их часть холма была выше и Шлиман считал, что там может оказаться дворец Приама. Турки просили бакшиш в 40 франков, а затем попросили ещё 12 фунтов стерлингов с условием, что выкопанные траншеи будут засыпаны после окончания работ, а также выдачи любых обработанных камней, пригодных для строительства. 16 апреля цирюльник из Хыблака потребовал уже 3000 долларов, к тому времени работы велись в течение недели. Имея 15 рабочих, Шлиман заложил грандиозную траншею во всю глубину холма; Калверт по-прежнему страдал лихорадкой.
Скандал разразился в июле: Генрих Шлиман опубликовал в газете Allgemeine Zeitung сенсационную статью о доказательстве существования гомеровской Трои, упомянув братьев Фрэнка и Генри Калвертов. Её перевод был напечатан в Levant Herald, после чего османское правительство обрушило на Калверта репрессии за незаконные раскопки. Получение разрешения на раскопки затягивалось на неопределённый срок, Шлиман предлагал владельцам холма 100 фунтов стерлингов, они требовали 500; вдобавок, Генрих оскорбил Фрэнка, предложив ему комиссионные, если получится сбить цену. Возмущённый Калверт написал «неблагоразумному Шлиману», чьё «хвастовство имело тяжкие последствия». Вдобавок, Фредерик Калверт только что (в июле 1870 года) освободился из заключения, и это усугубляло репутационные потери. Фредерик скрывался от публики в Тимбре, где занялся осушением малярийных болот, а также устройством домашнего музея. 17 августа Калверт написал послание министру Мехмеду Савфет-паше, пытаясь отмежеваться от Шлимана и обвинений в незаконных раскопках. Эдмунд Калверт, служивший в Стамбуле, со своей стороны попытался разъяснить инцидент правительству. Шлиман этих усилий не оценил и шантажировал Калвертов тем, что перенесёт работы в Микены, если в обозримый срок не получит землю для раскопок. К марту 1871 года дело не сдвинулось с мёртвой точки.

Троянские раскопки и открытия
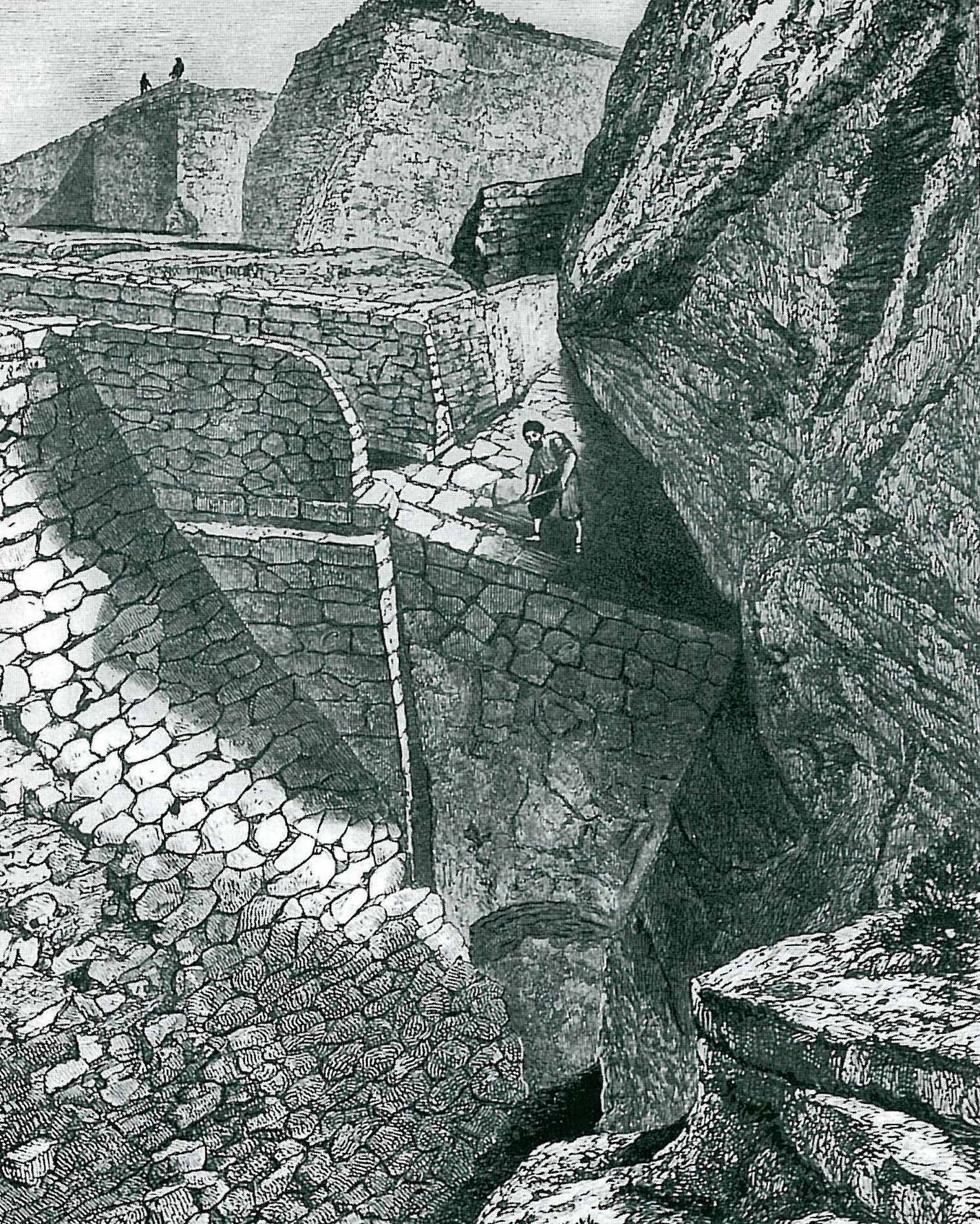
Троянские раскопки на гравюре XIX века
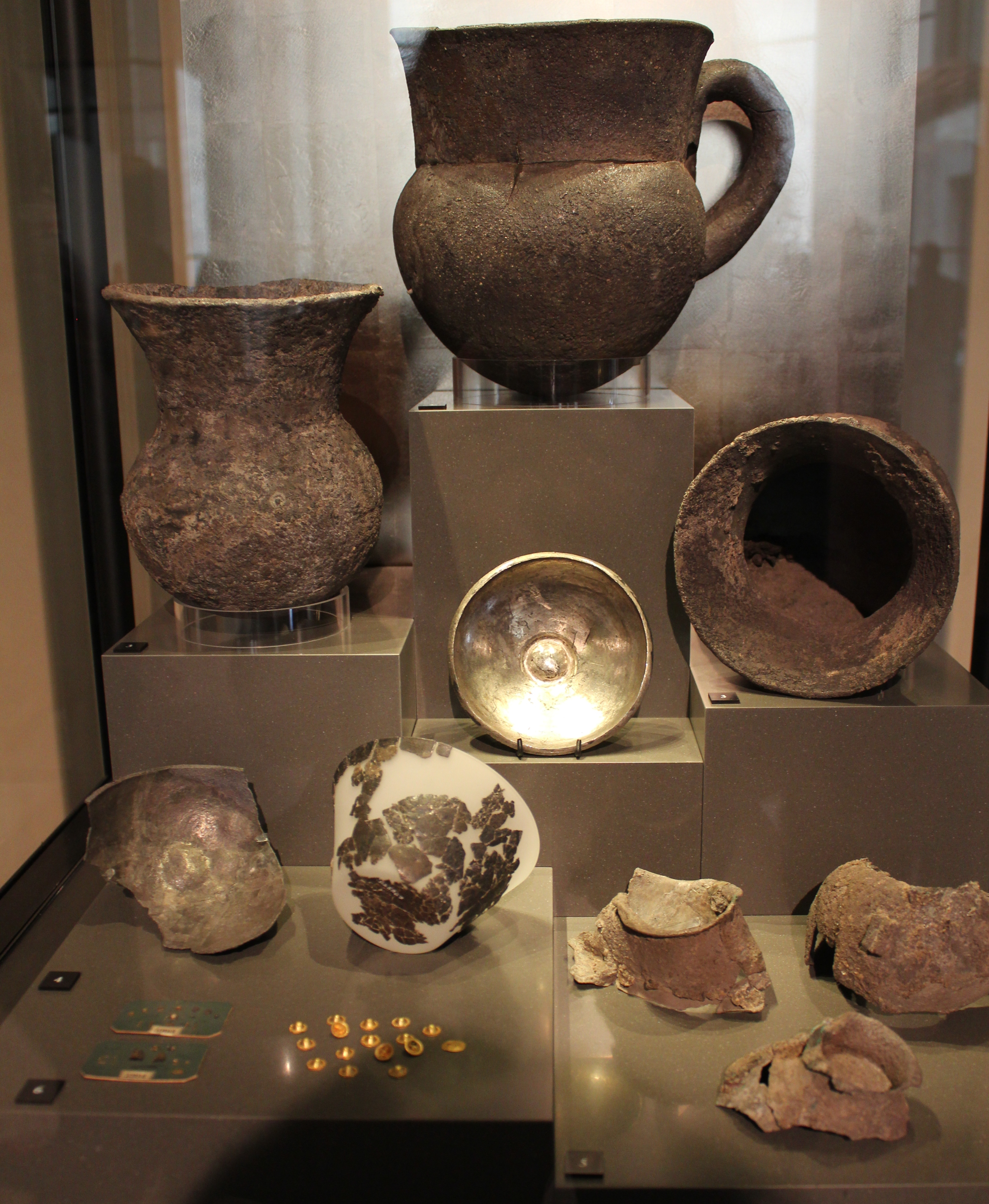
«Сокровища Приама» в Новом музее Берлина
Археологические слои на Гиссарлыке в верхней проекции
Стратиграфия археологических слоёв на Гиссарлыке

Финансовое положение Калверта было настолько сложным, что он предложил Генриху сделку: 600 дунамов земли за 1200 фунтов стерлингов. В стоимость сделки входили два клада античных монет по 2500 экземпляров каждый, а также находки статуй и мозаик из храмов, театра и бань. Шлиман же должен был создать официальный институт по образцу Палестинского фонда для проведения раскопок. В декабре 1870 года османское правительство выкупило западную часть холма, а Калверт согласился снизить цену своего участка до 500 фунтов. Шлиману он напоминал, что вынужден был исключить из цены время, которое ему понадобились на покупку земли. Будучи владельцем руин Трои, Шлиман становился свободен от обязательства отдавать половину находок и подчиняться правительственным контролёрам. После полутора лет проволочек Шлиман по не вполне ясным причинам отверг это предложение. 4 мая 1872 года Калверт соглашался продать земли за 450 фунтов стерлингов, напоминая, что сам купил их за 600. Ответа он так и не получил.

### «Метопа Гелиоса» и конфликт со Шлиманом

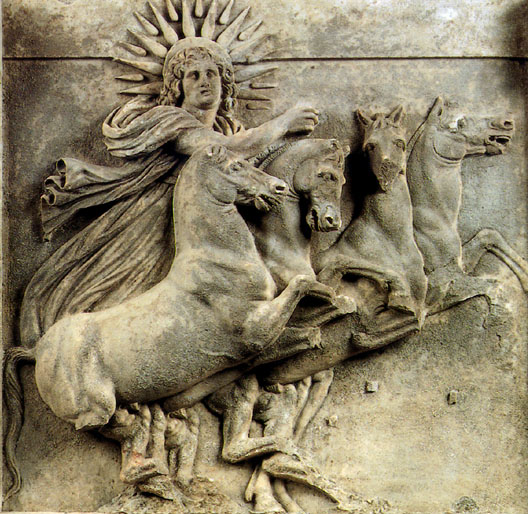
Метопа с изображением Гелиоса, видимо, из храма Афины в Новом Илионе (карийский мрамор, 2 м × 86 см). Обнаружена Шлиманом 13 июня 1872 года, ныне хранится в Пергамском музее Берлина

На майских раскопках 1872 года впервые присутствовали Фредерик и Фрэнк Калверты, которые ежегодно общались со Шлиманом и закрывали глаза на то, что его рабочие заходили на их территорию. 17 мая на глубине 9 метров Шлиман впервые обнаружил золотые изделия: булавку, кольцо и три серьги. Эту находку он скрыл даже от Калвертов. Главной академической и одновременно практической проблемой стало датирование находок: слои были перемешаны, на глубине двух метров встречались римские монеты, а ниже — эллинская керамика. Четыре самых нижних слоя не поддавались отождествлению. Материк залегал на глубине 10—15 метров от поверхности, металлические изделия в самом низу почти отсутствовали. Единственным специалистом по археологии, который находился «под рукой», был Калверт. Работы на его земле начались в июне 1872 года. 13 июня была обнаружена метопа с изображением Гелиоса, которую пришлось подпилить, чтобы вывезти с места раскопок. Далее последовал торг: по условиям соглашения, Шлиман должен был выкупить находку или продать её третьей стороне, а сумму разделить пополам. Калверт запросил 500 фунтов стерлингов, что с учётом стоимости перевозки составляло 240 фунтов стерлингов, но соглашался на половину этой суммы. Шлиман предложил в ответ 40 фунтов «из великодушия», ибо «совершил находку самостоятельно». Калверт не обладал способностью противостоять напору Генриха и согласился. 3 августа мраморная плита была доставлена в порт. К концу сезона Калверт не пожелал даже присутствовать на дележе находок; 14 августа Шлиман вернулся в Афины.
В октябре 1872 года владения Калвертов посетил археолог и политик Джон Лаббок, автор монографии «Доисторические времена, или Первобытная эпоха человечества». Лаббок сопровождал семью заместителя госсекретаря по делам Индии Даффа. Они побывал на Гиссарлыке, а Фрэнк устроил Лаббоку экскурсию по всей Троаде, во время которой они раскопали «курган Приама» в Бунарбаши. Все расположились в Тимбре, в которой провели пять дней. Лаббок всячески поддерживал интерес Калверта к ботанике и энтомологии и помогал продвигать публикации по этим дисциплинам. В то же время он уклончиво выразился по вопросу, имеют ли отношение руины на Гиссарлыке к гомеровской Трое. Шлиман также выразил неудовольствие, что Калверт общался с авторитетным археологом без него. Далее Калверту написал предприниматель Эрнест Эббот, сообщая, что Шлиман обманул его с оценкой метопы Гелиоса, которая вполне могла быть реализована за 14 000 фунтов стерлингов, то есть 21 000 мексиканских долларов. Эмилю Бюрнуфу Шлиман предложил продать метопу за 100 000 франков. Однако Калверт не хотел выносить своё имя на всеобщее обсуждение в случае иска в Консульский суд, вдобавок, у Шлимана был несравнимо более богатый опыт в судебных делах. При попытке обратиться к нему лично Шлиман ответил надменным письмом, после чего они не общались с Калвертом около пяти лет. Одна из причин ссоры была сугубо академической: в статье, опубликованной в Levant Herald 4 февраля 1873 года, Калверт признавал наличие «доисторического» археологического слоя на Гиссарлыке, залегающего ниже греко-римского. Однако он утверждал, что в слоях следует тысячелетний разрыв между 1800—800 годами до н. э., на который как раз и приходится время Троянской войны: расписная керамика и металлические изделия залегают сразу после сверлёных каменных. Не вникая в смысл аргументации, Шлиман обвинил бывшего коллегу «в ударе в спину», а в частной переписке именовал не иначе как «пасквилянтом и лжецом».

### Калверт и Шлиман между 1873—1878 годами

Дом Калвертов в Чанаккале. Вид со стороны сада

В 1873 году Калверт опубликовал статью о возможности существования человека в миоценовую эпоху (26 миллионов лет назад, как считалось в XIX веке). Он выстраивал свою аргументацию на совокупности археологических и палеонтологических данных. В частности, он указывал, что среди гиссарлыкских находок нижнего слоя имелась статуэтка бегемота, а останки бегемотов были найдены в миоценовых пещерах. Для исследования пещеры Андейра Калверту пришлось обследовать 800-футовый обрыв, и он обнаружил 300-футовый грот, в котором имелись каменные орудия, гравированные кости, зубы животных и раковины. Статья вызвала критику Британского археологического института; впрочем, и сам Калверт признавал отсутствие у него специальных навыков. В 1874 году Троаду посетил палеонтолог Мельхиор Неймайр, которого заинтересовали калвертовские находки. Публикации на эту тему вводили Гиссарлык в геологический контекст. В 1875 году Фрэнк Калверт стал членом-корреспондентом Берлинского общества антропологии, этнографии и древней истории (встав в один ряд с Гексли, Эвансом, Лаббоком).
Шлимановские раскопки 1873 года шли частично на землях Калверта и в зоне, где Фрэнк предполагал наличие архаических археологических слоёв. После обнаружения «Клада Приама» находки в течение недели хранились у Фредерика Калверта и в ночь на 6 июня были вывезены контрабандой в Афины. Это привело к новым разбирательствам со стороны османского правительства, поскольку сообщения Шлимана были опубликованы Levant Herald. В газете публиковались и статьи, в которых упоминалось о нарушениях прав «владельцев Гиссарлыка». Многие друзья Шлимана, включая американского консула в Дарданеллах, разорвали с ним отношения. Даже Фредерик Калверт писал Генриху, что сокровища должны были целиком поступить в музей Фрэнка. По предположению Сюзан Аллен, резкая редакционная статья могла быть написана Фрэнком Калвертом (об этом в частном письме упоминал и сам Шлиман):

…Скверно, что правительство Османской империи лишили должного, но ещё хуже, что это мошенничество было осуществлено во имя науки; это вызовет у турецкого правительства извинительную ревность и подозрительность к археологам…
Парадоксальным в этой ситуации выглядело то, что когда подлинность находок Шлимана была поставлена под сомнение (в числе скептиков, был, например, Макс Мюллер), кампанию в защиту Генриха возглавил и начал именно Фрэнк Калверт, написав 4 ноября Лаббоку. В газете Levant Herald Калверт сообщал, что после находок Шлимана и расследования османских властей выяснилось, что в Калафатли и Емшехире были конфискованы древние золотые изделия; были и утаённые находки из траншей Шлимана. Впрочем, сам Генрих не оценил калвертовской поддержки.
Лишь к 1876 году благодаря Фредерику Калверту, Шлиману удалось получить новый фирман на раскопки на Гиссарлыке. В связи с этим он решил восстановить отношения и с Фрэнком, отправив ему новую книгу Гладстона о хронологии у Гомера. Калверт-младший вернул подарок обратно, сопроводив его холодным по тону посланием. Объяснялось это тем, что действия Шлимана как американского гражданина могли повредить карьере Джеймса Калверта, который работал именно с американцами. В результате Генрих перенёс свою деятельность в Микены.
В течение 1876—1877 годов семью Калвертов накрыла череда утрат. Скончались братья Фредерик и Чарльз (последний — в Неаполе); Фрэнк с сестрой обосновались в семейной резиденции в Чанаккале, вдова Фредерика с тремя дочерьми поселилась в имении Батак. Вопрос о создании музея так и остался нерешённым, а кончина Фредерика откладывала его создание на неопределённый срок. Летом 1877 года Фрэнк Калверт впервые совершил поездку в Лондон, взяв с собой часть своей археологической коллекции с целью её реализации. Распродажа коллекции, разделённой на 41 лот, на аукционе Sotheby's состоялась 2 августа 1877 года. Фирма Rollin & Feuardent, сотрудничавшая с Британским музеем, приобрела 21 стеклянный сосуд, а также 219 изделий из Троады и 91 греческую расписную вазу. Была куплена и персидская бронзовая гиря в виде льва. Общая сумма сделки составила 285 фунтов стерлингов, из которых самому Калверту после уплаты сборов досталось около двухсот.

### Раскопочные сезоны 1878—1883 годов

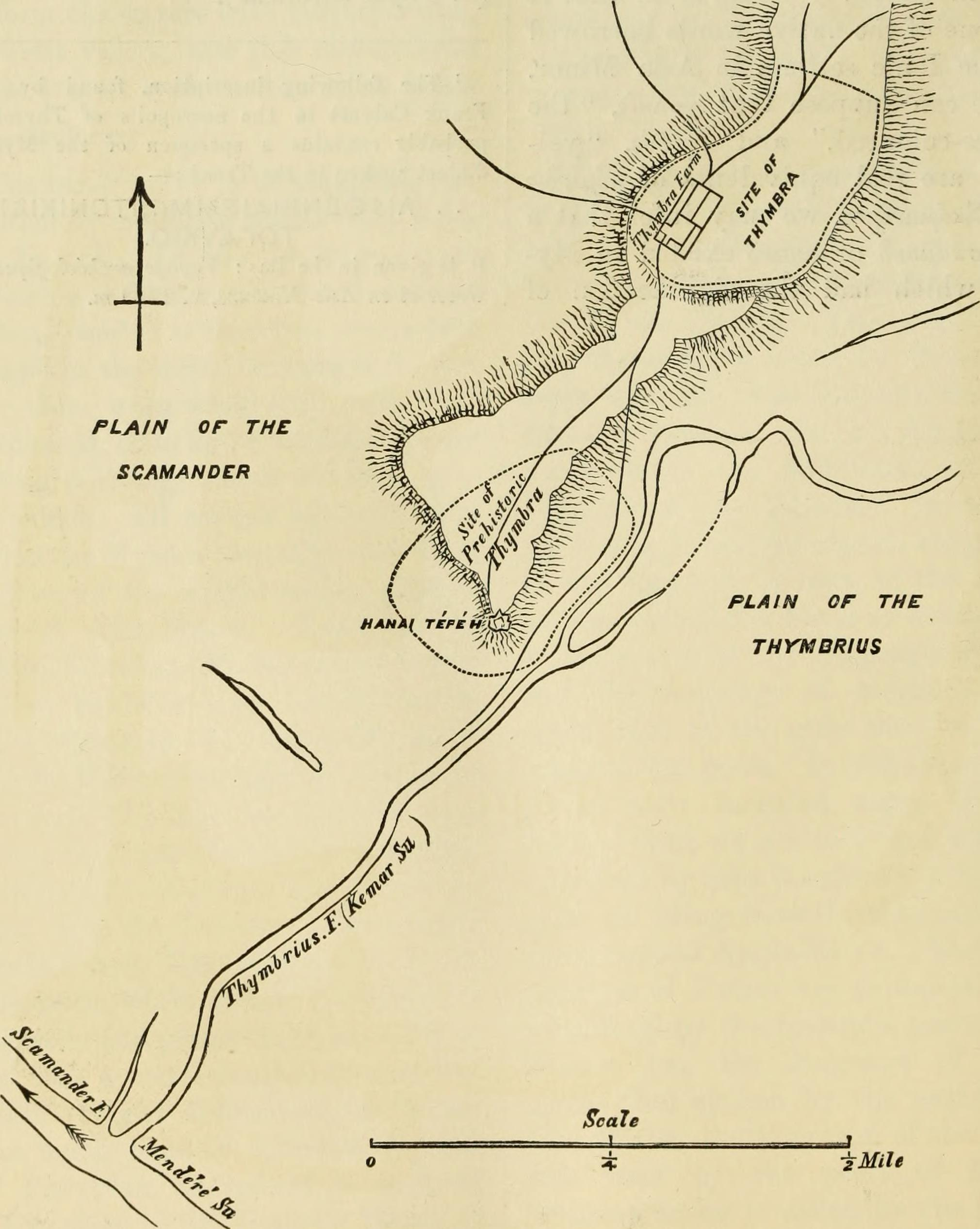
Имение Калверта Тимбра и раскопки Ханай-Тепе. Карта-схема из отчёта Шлимана 1879 года

Ещё в конце 1860-х годов Калверт взялся за исследование древних рудников и даже получил две концессии на добычу полезных ископаемых, видимо, не учитывая, что в Османской империи не получит государственной поддержки; более того, соответствующего министерства попросту не существовало. В Троаде отсутствовала инфраструктура и возможности привлечения капитала со стороны. Шахты располагались у Башкесира, Эдремита и Хасан-Алана (последний у подножья Чигридага). Больше всего надежды возлагалось на Лампсак, где имелись свинцовые руды с примесью серебра. В 1877 году Калверт отыскал древний золотой рудник в Астыре, к юго-востоку от Чанаккале, получив на него концессию на 99 лет вперёд (начиная с 13 марта). Были найдены древние штреки, следы работ и даже руины крепости, которая прикрывала горняков в древности. Общая площадь концессии составила 2100 акров, за это Калверты должны были платить османскому правительству 5 % стоимости добытого металла и арендный сбор в размере десяти с половиной фунтов стерлингов в год. Действительный масштаб вложений и отдачи Калверта в горную отрасль изучен мало, хотя в одном из отчётов Госдепартаменту он указывал, что в рудниках близ Бруссы добывалось до 45 унций золота из тонны кварцевой породы.
Шлиман планировал в 1878 году вернуться к раскопкам на Гиссарлыке; британский посол в Стамбуле Остин Лейард посоветовал ему задействовать американские дипломатические каналы для получения нового фирмана. Американским консулом в Дарданеллах был Фрэнк Калверт, поэтому, несмотря на личные трения, он вновь стал необходим для шлимановских планов. Калверт также нуждался в Шлимане: он не получал жалованья за консульскую работу, вложенные им инвестиции в рудники так и не окупались, а из-за наплыва беженцев из Болгарии и с Кавказа (только что закончилась русско-турецкая война) резко усилилась преступность; завезённая эпизоотия опустошила поместья. 14 августа в одном из писем Калверт сообщал, что Шлиман просил нанять 50 землекопов. Как именно они помирились, неизвестно, в сохранившейся переписке на это нет никаких намёков. Шлиман соглашался работать на Гиссарлыке в соответствии с планами Калверта, а также финансировал его собственные раскопки в Ханай-Тепе. Калверт обязывался отдать Генриху половину найденных артефактов и не публиковать собственных отчётов до публикаций Шлимана.
На правительственной земле Османской империи Шлиман проводил раскопки с 30 сентября по 26 ноября 1878 года. Ввиду криминогенной ситуации на раскопках работало десять «жандармов» (как он их называл). Расчёт оказался верным: раскопки принесли один большой и три малых клада, содержащих золотые украшения и бронзовое оружие. Они происходили из того же слоя, что и «Клад Приама». Сезон 1879 года начался 1 марта, на раскопе работали 150 человек и приглашённые специалисты, включая Э. Бюрнуфа и Р. Вирхова. На территории Калверта было найдено ещё два клада; треть находок по условиям фирмана достались Британскому музею, остальное — Османскому. В этом году было признано существование ещё одного археологического пласта между «доисторическим» и греко-римским, что заставило Шлимана пересмотреть ранее принятые им датировки. Он назвал новый слой «лидийским», поскольку характерная для данной культуры керамика более всего напоминала этрусскую (этруски, по преданию, были лидийцами). Из-за публикаций результатов раскопок в Ханай-Тепе вновь вспыхнул конфликт Шлимана и Калверта, поскольку Генрих потребовал, чтобы статья была не больше 20 страниц, контролировал её содержание и отказывался отправлять зарисовки гравёру «из-за чрезмерной стоимости». После окончания сезона Калверт показывал раскопки на Гиссарлыке и в Ханай-Тепе ассириологу А. Сейсу; учёный пришёл к выводу, что «доисторических» пластов было не пять, а шесть. Датировка археологических слоёв Ханай-Тепе была очень важной для уточнения находок на Гиссарлыке.

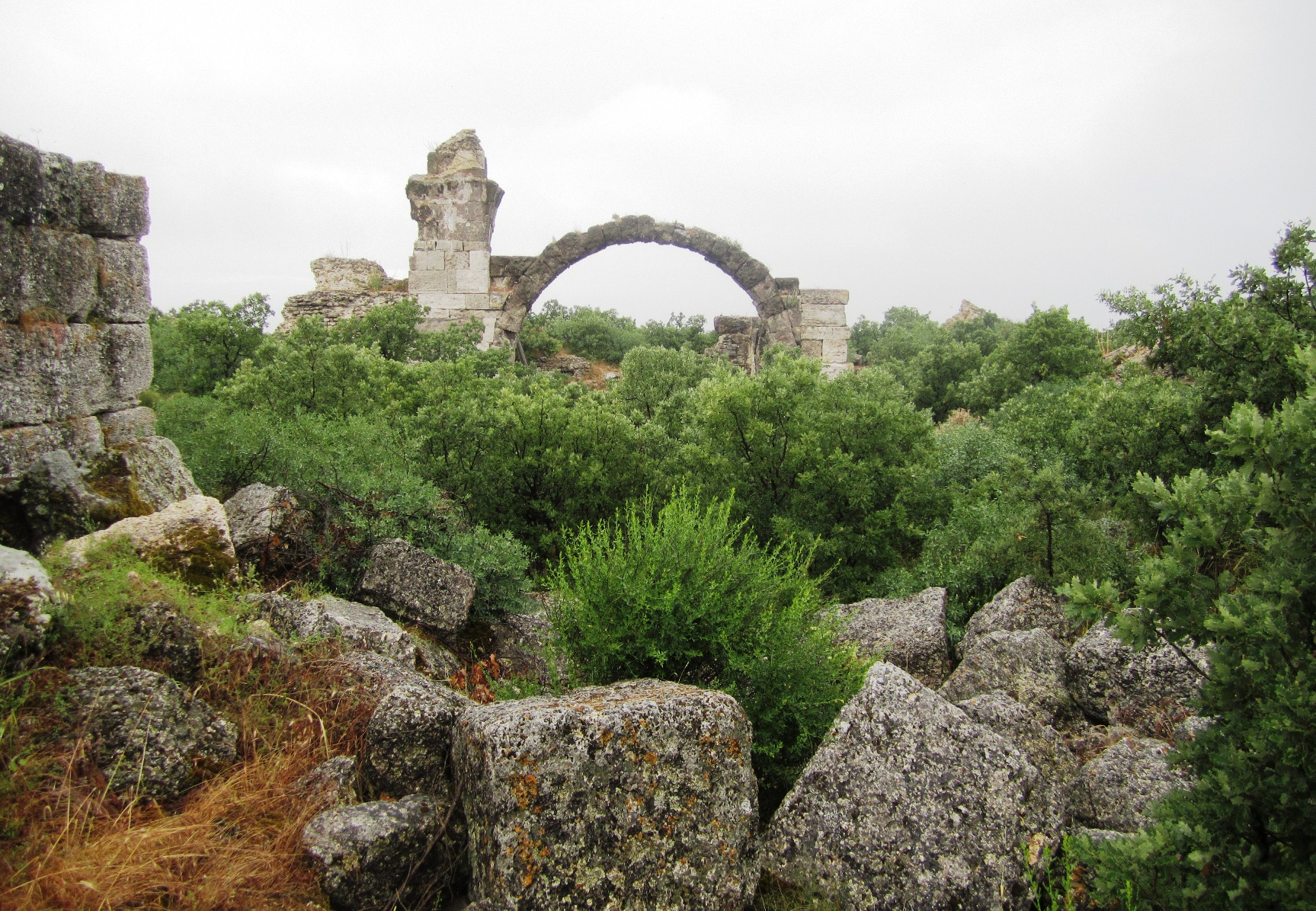
Развалины Александрии Троадской в 2012 году

В 1881 году был опубликован обобщающий отчёт Шлимана «Илион: город и страна троянцев», в приложении к которому вышла и статья Калверта о Ханай-Тепе. Рудольф Вирхов в предисловии воздал Фрэнку должное, признав, что именно он начал раскопки на Гиссарлыке. Сам Шлиман признал за Калвертом заслуги в изучении Неандра, Скамандра, Калафатли-Асмак, региона Аянтеон и порта Каранлык, но продолжал игнорировать его пионерные находки на месте храма Афины и в слоях архаического периода. Шлиман даже попытался добиться для Калверта награды от германского правительства, о чём писал Вирхову 19 июня. Фрэнк авансом передал свои находки из Ханай-Тепе в дар Берлину, но всё ограничилось благодарственным письмом от наследного принца и министра образования. Об ордене в 1883 году хлопотал и Рудольф Вирхов, но всё оказалось тщетным. Коллекция после проволочек оказалась в фонде Этнографического музея, а затем стала частью большого шлимановского собрания. В виде компенсации Вирхов стал публиковать статьи Калверта в германских научных изданиях в собственном переводе на немецкий язык, которым тот не владел.
В 1881—1882 годах Калверт проводил разведочные раскопки на территориях до Кизика, стремясь свести в систему представления о «лидийском» культурном слое. Шлиман считал эти работы пустой тратой времени и денег. В марте 1882 года Шлиман возобновил работы на участке Калверта, имея 150 рабочих, работавших под началом Вильгельма Дёрпфельда. Работали они от северо-восточной стороны акрополя, где располагались театр Августа и стена, которая остановила работы Калверта в 1860-е годы. Дёрпфельд подтвердил существование шести культурных слоёв, но заново их пронумеровал и датировал. Шлиман вновь поссорился с Калвертом из-за «недостатка энтузиазма» у последнего. Вновь было найдено два клада, один из которых был вывезен в Берлин контрабандой. Шлиман не гнушался сбивать цены, пользуясь проблемами Калверта (у того был тяжело болен брат Генри): за метопу с изображением гладиатора, оценённую в 70 фунтов стерлингов, заплатил только тридцать. Таким же образом были куплены ещё две фрагментированных метопы и медальон с Ромулом и Ремом. Шлиман не стал включать в новую книгу «Троя» отчёта Калверта о раскопках в Неандрии, который лишь спустя десятилетие напечатал Р. Кольдевей. Тем не менее это не означало охлаждения между археологами. Судя по косвенным данным, в 1883 году Шлиман пригласил Калверта к себе в Афины и у Фрэнка от визита «остались очень приятные воспоминания». После того, как племянник Фрэнка — Фредерик Калверт — утратил всё имущество при пожаре в консульстве в Эдирне, Шлиман не колеблясь помог ему деньгами. В Ассосе в 1881—1883 годах на раскопках работал молодой американец Фрэнсис Генри Бэкон, который стал частым гостем дома Калвертов. Его младший брат через некоторое время женился на племяннице Фрэнка — Лоре (1862—1942).

### Раскопки 1880—1890-х годов

Участники Гиссарлыкской конференции. Слева направо сидят: Фрэнк Калверт, Хамди-бей, Вальдстайн, Чарльз. Стоят: турецкий охранник, Рудольф Вирхов, Гремплер, Вильгельм, Халиль-бей, Эдит Калверт, мадам Бабен, Бабен, Шарль, Дунн, Фридрих фон, Карл Хуман

В 1883 году Американский археологический институт прислал Калверту благодарственное письмо за поддержку раскопок в Ассосе; ему был вручён символический дар — флаг США, — который Фрэнк поднимал над консульством в день 4 июля. Шлиман полагал, что все работы в Трое закончены; в 1884 году османское правительство резко ужесточило законодательство и порядок вывоза культурных и археологических ценностей. В послании от 13 марта 1884 года Калверт сообщал, что в Стамбуле не только наложили запрет на вывоз любых находок, но даже запретили консулам вести раскопки в пределах своей зоны юрисдикции. Все ранее выданные разрешения в 1885 году были дезавуированы. Калверт занимался антикварной деятельностью, отправив Вирхову статью о кухонных очагах из раскопок верхних слоёв Ханай-Тепе.
Летом 1886 года скончалась незамужняя сестра Калверта, и он посвятил себя дальнейшим поискам древних рудников и исследованию древних горнодобывающих технологий. 1887 год не принёс облегчения: зона Дарданелл подверглась эпидемии, нашествию саранчи, лесным пожарам и землетрясению. В Чанаккале обрушился минарет. В июне праздновали юбилей королевы Виктории; Калверт к тому времени получил должность британского консула. В 1887 году Фрэнк опубликовал в газете Levant Herald and Eastern Express отчёт о мартовских раскопках южного кургана в Бурнабаши, осуществлённых местным имамом. Были найдены: золотой дубовый венок, три ожерелья тонкой работы, бронзовое зеркало и алебастровые флаконы для масла, свинцовая модель миртовых ветвей с позолотой, и прочее. Калверт сожалел, что в раскопках не участвовал учёный, но хвалил османские власти, которые уберегли находки от переплавки и перепродажи. Он также высказал мнение, что поздний возраст находок служит хорошим аргументом против «бунарбашийской» гипотезы локализации древней Трои.
В 1888 году братья Фрэнк и Джеймс сумели продать золотые копи в Астыре английской концессии (пополам — деньгами и акциями), причём Ф. Калверт ещё в декабре 1889 года служил консультантом. В рекламном объявлении, опубликованном 27 января 1889 года, утверждалось, что компания «Astyra Mining» обладает уставным капиталом 180 000 фунтов стерлингов и будет разрабатывать «рудники царя Приама». Дела шли далеко не блестяще: открытое месторождение борацита приносило бо́льшую прибыль, чем золото. В консульских отчётах Госдепартаменту о горной отрасли вообще не сообщалось, как под предлогом коммерческой тайны, так и потому, что в владельцы рудников в Османском государстве неохотно делились сведениями о доходах. В июле 1889 года в доме Калверта остановился Роберт Кольдевей, который в переписке очень хвалил его гостеприимство («die gewohnte Gastfreundschaft»). Немецкий археолог собирался копать Неандрию, но неизвестно, участвовал ли в этих работах Фрэнк Калверт.

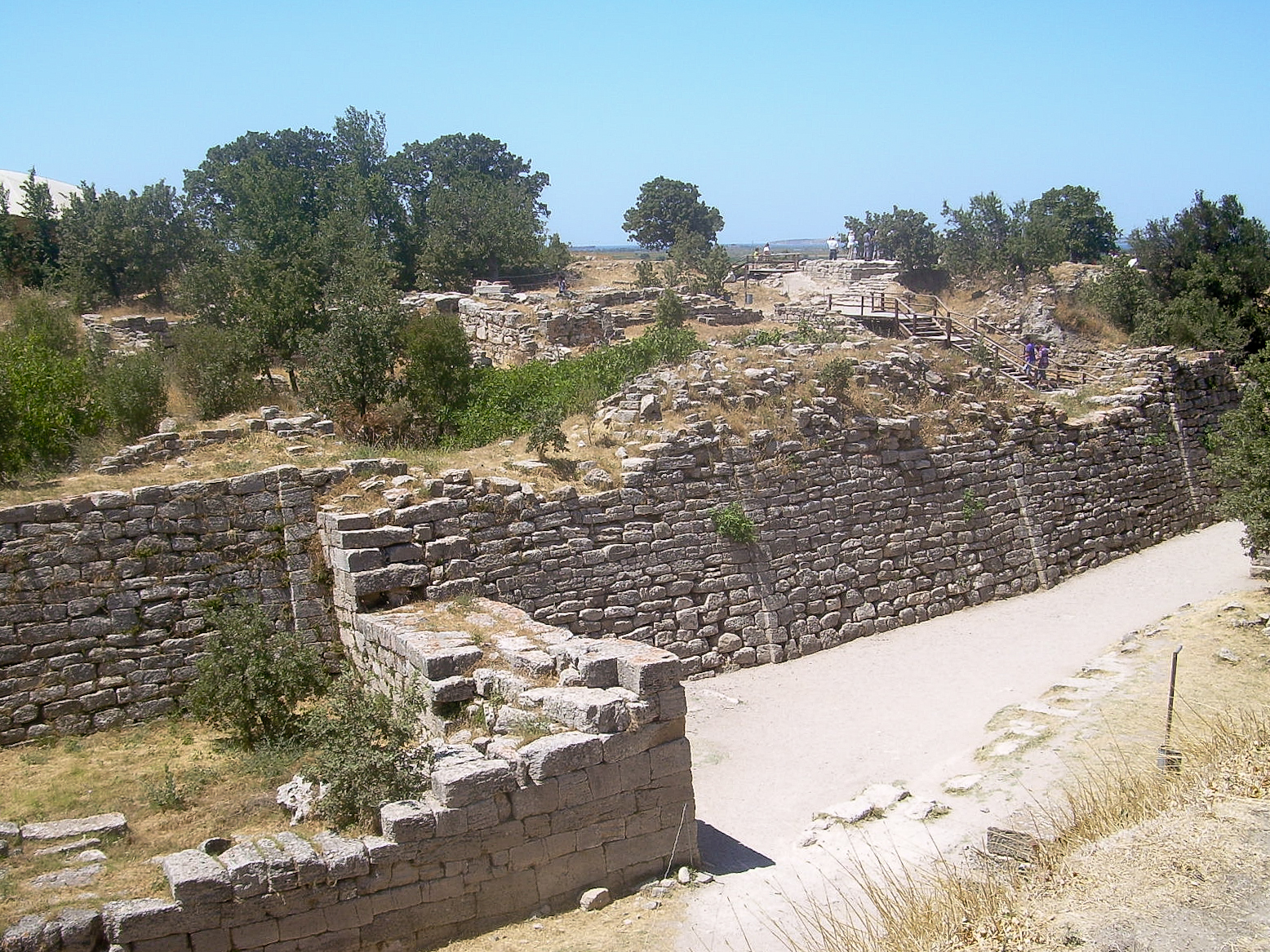
Развалины городища Троя VI. Фото 2012 года

Поскольку нападки на Шлимана не прекращались, в октябре 1889 года была начата подготовка большой международной конференции на месте раскопок в Гиссарлыке, которая должна была поставить точку в датировке и принадлежности находок. Фирман на её проведение был получен 18 октября; Генрих Шлиман доверил Калверту закупку пиломатериалов, хранение оборудования и снаряжения, и прочее. На южном склоне Гиссарлыка усилиями Калверта был построен городок для гостей, иронически названный «Шлиманополисом». Поскольку главным противником Шлимана тогда был немецкий офицер Э. Бёттихер (1842—1930), утверждавший, что «сожжённый город» был лишь местом для кремации, Вирхов предложил Калверту провести предварительную разведку для поиска мест истинных погребений, чтобы продемонстрировать разницу. Шлиман согласился с логикой Вирхова, но копать Калверту не позволил. Впрочем, в основном Фрэнк Калверт был занят составлением отчёта для Госдепартамента о масштабах производства оливок в Дарданеллах. Свидетельств, что у Калверта была собственная оливковая роща, не обнаружено.
В декабре 1889 и в марте-апреле 1890 года именитые учёные могли проехать на раскопки за счёт Шлимана и убедиться в масштабах его достижений. 30 марта была подписана резолюция конференции, которая подытожила огромный этап в развитии археологии; Калверт также оставил свою подпись под протоколом, гласившим, что все ранее опубликованные отчёты в точности соответствуют существующим руинам. К июлю 1890 года было совершено новое открытие, которое позволило точно датировать находки: в шестом «лидийском» слое в изобилии стала обнаруживаться серая керамика, аналогичная найденной Калвертом повсюду в Троаде, а также сосуды явно микенского типа, в том числе такие, которые в Египте датировались эпохой Рамзеса II. Это означало необходимость полного пересмотра датировки всех предыдущих находок, а также свидетельствовало, что Шлиман в значительной степени сам уничтожил слои гомеровской Трои, к которой так стремился.
Кончина Шлимана и освобождение Калверта от обязанностей британского вице-консула (2 мая 1890 года) должны были сделать его монополистом в троянской тематике. Этого, однако, не произошло, главным образом, потому, что американская бюрократия усложнилась до такой степени, что консул был не в состоянии справляться с делопроизводством самостоятельно. Вдобавок возросло число американских туристов, которые требовали оформления, учёта и сопровождения; пришлось просить субсидию для выплаты жалованья секретарю. В 1893—1894 годах Вильгельм Дёрпфельд завершил «шлимановский этап» раскопок на Гиссарлыке. В первый сезон его финансировала вдова — София Шлиман, а после новых находок ещё и кайзер Вильгельм II. Были найдены руины микенской эпохи, акрополь и водопровод. Калверт не принимал непосредственного участия в раскопках, но освещал их ход в газете Levant Herald and Eastern Express. В обзоре от 7 июля 1894 года Фрэнк сетовал, что в 1865 году уткнулся в римскую стену, не зная, что за ней таилась троянская. В 1895 году он показывал раскопки Сэмюэлу Батлеру, которому заявил, что именно Дёрпфельд решил вопрос о месте расположения Трои и её культурной принадлежности. Батлер тогда занялся в Афинах переводом «Илиады» и пожелал осмотреть Троаду. Списавшись с Калвертом, он после любезного ответа прибыл в Чанаккале и с тех пор поддерживал связь с консулом-археологом и его племянником Фредериком. Осмотрел он и поместье Тимбра, которое сравнил с «первоклассной новозеландской фермой». В июне 1895 года Батлер прислал Калверту свой роман «Едгин», а спустя три года — изданный перевод «Илиады».
27 апреля 1893 года Калверт выдал замуж племянницу Лору, избранником которой стал архитектор Генри Бэкон — будущий строитель Мемориала Линкольну. Они познакомились в Париже в 1889 году, на следующий год Бэкон с октября по декабрь провёл в Тимбре и обручился с Лорой перед отъездом. Калверт, вероятно, был и шафером, и он же оформил гражданскую церемонию. Медовый месяц новобрачные провели в той же Тимбре, а затем навсегда уехали за океан. Брак в итоге оказался неудачным и бездетным. Племянник Фрэнка Фредерик Дж. Калверт был женат на гречанке Елене Адоссиди — вероятно, сестре бывшего македонского губернатора, который финансировал американские раскопки на Афинской агоре. При этом викторианские предрассудки проявлялись в полной мере: при визитах в дом англичан Елене не позволяли появляться на публике. В основном Фредерик управлял поместьем Тимбра, которое оказалось процветающим предприятием, приносившим основной семейный доход.
В 1897 году Фрэнк Калверт инициировал передачу десяти акров (сорока дунамов) земли на Гиссарлыке Османскому археологическому музею. Процесс был завершён 15 декабря 1899 года, за что директор музея Осман Хамди-бей добился присуждения Калверту от имени султана Абдул-Хамида II ордена Османие третьей степени; археолог счёл, что был вознаграждён по праву.

## Последние годы жизни

### Деловая активность и последние раскопки

Фрэнк Калверт на пороге усадебного дома в Тимбре в 1892 году. Фото Фрэнсиса Генри Бэкона

Основным занятием Фрэнка Калверта в последнее десятилетие жизни оставалась консульская работа. Его контора была открыта для посетителей с восьми часов утра и до заката: консул собирал плату за нотариальные услуги, медицинские услуги и визы, снабжал припасами корабли и путешественников и составлял отчеты о судоходстве, торговле и сельскохозяйственной продукции Троады для Государственного департамента США. Регион не слишком привлекал американских предпринимателей, Калверт иногда отчитывался в том, что годами не собирал пошлин. В целях экономии Калверт с 1896 года разместил консульскую контору в собственном доме. Он не был добросовестным чиновником: во время инспекции 1898 года выяснилось, что отсутствовал журнал входящих корреспонденций за пять лет и уже около года не взималась плата за консульские услуги. Первый список иностранцев, посетивших регион, он подал только в 1899 году. Несмотря на то, что в США в моду вошли пишущие машинки, калвертовский консульский отдел использовал только рукописные документы, которые не отличались аккуратностью. Представитель Госдепартамента Дикинсон в 1899 году потребовал от Калверта подтвердить присягу, что того оскорбило.
1 октября 1900 года в Чанаккале в результате восьмичасового ливня произошло сильнейшее наводнение, при котором едва не погиб Фредерик Калверт, о чём он сам сообщил в переписке с Батлером. Семейный дом, расположенный у самого моря, при этом не слишком пострадал. Консул продолжал заниматься археологией, в 1900 году работал в Килии и Балыкесире. Буквально через неделю после наводнения Калверт в письме к Вирхову много теоретизировал по поводу египетских неолитических находок, но ни словом не упоминал о потерях. В следующем году он отправил в Берлин схемы и зарисовки неолитических идолов из Килии. На руинах Херсонеса Фракийского Калверт обследовал три богатых греко-римских погребения, в общей сложности обретя более ста предметов: ваз, светильников, терракотовых статуэток, бронзовых и стеклянных изделий. В 1902 году археолог напечатал на немецком языке обобщающую статью, в которой ещё раз опроверг шлимановские отождествления гомеровских топонимов Троады. В том же году Вильгельм Дёрпфельд опубликовал монографию «Троя и Илион», в которой для датировки древнейших археологических слоёв на Гиссарлыке применил стратиграфию, аналогичную предложенной Калвертом тридцатью годами ранее. В предисловии он признал заслуги археолога. Сам Калверт 31 марта 1902 года взял трёхмесячный отпуск под предлогом нездоровья; в действительности, он работал с немецкими коллегами над составлением каталога своей домашней коллекции и вернулся на службу спустя восемь недель. Ему ассистировал немецкий археолог Герман Тирш, который свободно владел английским языком и перевёл на немецкий три статьи Калверта. При посредничестве Фрэнсиса Генри Бэкона в 1903 году Калверт продал стелу из своего собрания в Музей изящных искусств Бостона, а в 1905 году около 60 предметов в Вустерский музей искусств.
На рубеже веков стала возрастать личная и социальная изоляция Ф. Калверта. После кончины брата Джеймса в 1896 году он мог общаться только с племянницей Эдит и последним из братьев — Эдмундом; в Чанаккале на 10 000 жителей приходилось не более полусотни европейцев. Племянницы Эдит и Эвелин в 1895—1896 годах совершили длительную поездку в Европу. Вильгельм Дёрпфельд и его ученики приезжали на Гиссарлык в течение трёх сезонов подряд: в 1899, 1900 и 1901 годах, но Калверт сторонился их. В 1903 году на раскопках побывали и пятьдесят студентов Лондонского университетского колледжа, а позднее прибыли и студенты-американцы, обучавшиеся в стамбульском колледже. Благодаря деятельности Шлимана Троя пользовалась успехом у немецких туристов: в одном 1898 году во владениях Калверта побывало несколько туристических групп по 100 человек в каждой. В 1905 году был опубликован первый путеводитель по Трое на немецком языке. С 1902 года Трою стали регулярно посещать английские круизные лайнеры, и в марте того же года консул Калверт лично сопровождал не менее 800 туристов. Это сделалось существенным финансовым подспорьем. В 1904 году из Стамбула на раскопки прибывало около полутора сотен американских туристов, после чего Госдепартамент открыл в Чанаккале подписку на американские газеты, поскольку она стала рентабельной. К концу жизни Калверта для американских туристов пришлось завести в консульстве отдельную регистрационную книгу. В 1906 году раскопки посетили британский посол в Турции с супругой, но, вероятно, с Калвертом они не встречались. В путеводителях того времени был указан адрес Калверта, но с оговоркой, что договариваться об экскурсиях возможно только в случае, если он окажется на рабочем месте. В справочнике Бедекера указано, что его коллекция представляет интерес только для специалистов.

### Кончина и наследство
В конце зимы 1906 года представителем Госдепартамента в Дарданеллах был назначен Эдвард Озман. Его формализм и бесцеремонное обращение с 78-летним консульским агентом, по мнению М. Робинсон, сократили жизнь археолога. Здоровье Фрэнка Калверта заметно ухудшилось к началу 1908 года. Он был не в состоянии вовремя подавать отчёты о проделанной работе в Госдепартамент. Сохранилось датированное мартом пожелание скорейшего выздоровления от начальства, ответное письмо Калверта написано почти неразборчивым почерком. Впрочем, в июле 1908 года американское консульство запросило чистые бланки официальных документов, это последнее свидетельство деловой активности Фрэнка. 5 августа 1908 года скончался Эдмунд Калверт, а через неделю, в ночь на 12 августа 1908 года Фрэнк Калверт умер в своём имении Тимбра, вероятно, от аневризмы аорты. Телеграмма в Стамбул была отправлена на следующий день. Калверт упокоился вместе со всеми родственниками на семейном кладбище в Чанаккале; на надгробии была помещена цитата из Евангелия от Иоанна (Ин. 11:25): «Я есмь воскресение и жизнь; верующий в Меня, если и умрёт, оживёт». 15 августа в газете Levant Herald and Eastern Express был опубликован некролог, в котором покойному воздавали должное за работу консулом США и как авторитету в области троянских древностей. В Великобритании кончина исследователя прошла незамеченной. Напротив, траурные собрания прошли в нескольких учёных обществах Берлина, в том числе в Обществе антропологии, этнографии и древней истории. Альфред Брюкнер в речи, произнесённой в Берлинском археологическом обществе, посетовал, что Калверт не создал обобщающей монографии, а также восхвалял покойного за открытия, которые вдохновили Шлимана и Кольдевея. С тех пор имена Шлимана и Калверта окончательно стали неразделимыми в истории науки.
Единственным наследником Калверта остался его племянник Фредерик, который с семьёй жил в Тимбре и выдал дочь Уинифред за представителя семейства Уитоллов из Смирны. К тому времени в Чанаккале остались только 6 акров сада и особняк, оценённый в 10 000 фунтов стерлингов. В 1914 году Калверты и Уитоллы были эвакуированы из Турции. Во время Галлиполийской операции в Тимбре разместился штаб двух османских дивизий. Фредерик Калверт-младший сумел в 1918 году вернуть имение, но далее оно оказалось в зоне греко-турецкой войны. В 1939 году бывшая собственность Калвертов была национализирована турецким правительством; бывший сад стал публичным парком, особняк был снесён. Последние родственники Калверта дожили в Чанаккале до 1952 года и упокоились на родовом кладбище. Последний Калверт, состоявший на государственной службе, — Джеральд Сесил — скончался в Лондоне в 1980 году.

## Фрэнк Калверт — антиквар и археолог

### Судьба коллекции Калверта

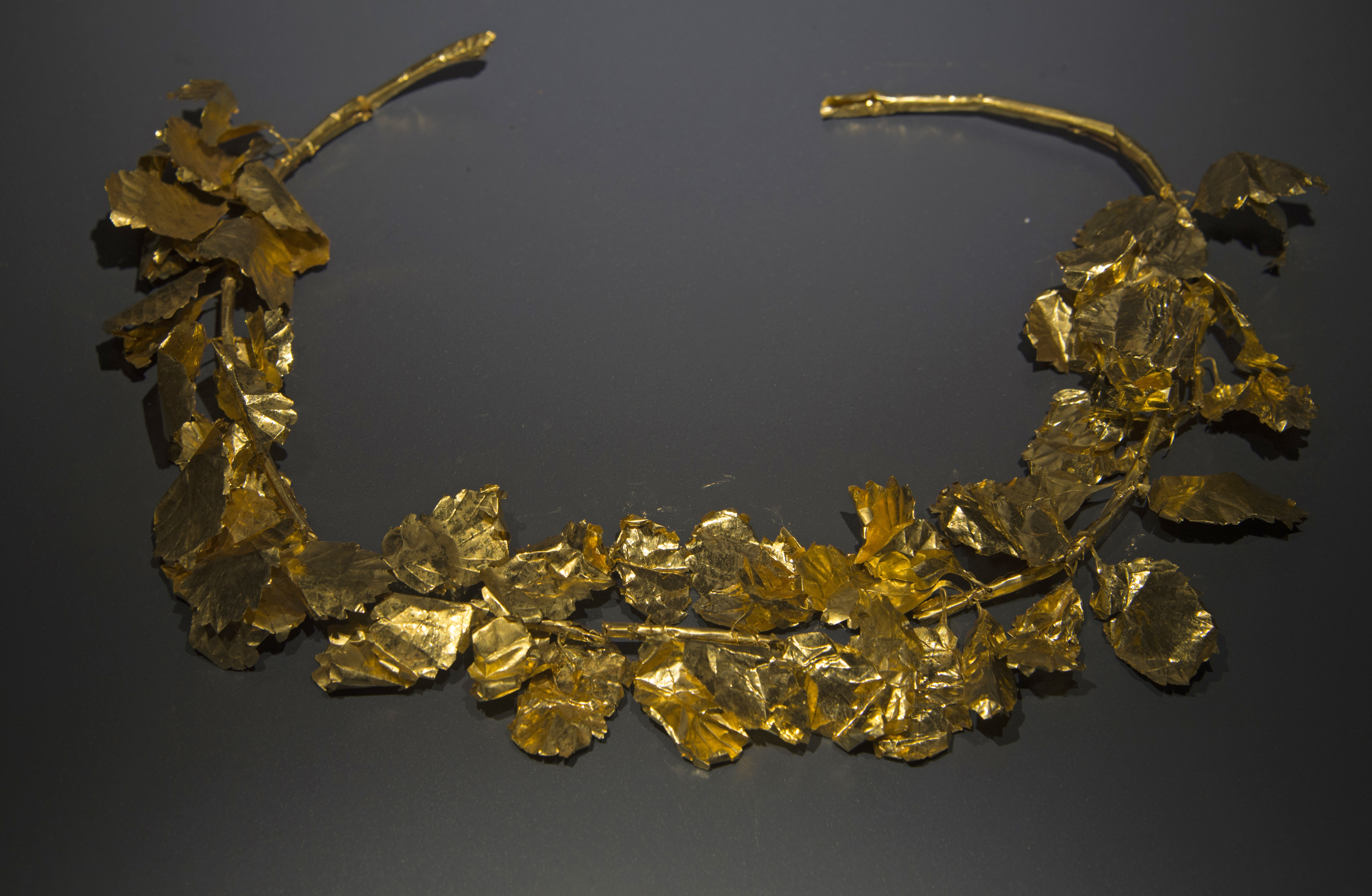
Золотой венец, экспонированный в Музее Трои. Обнаружен в Бунарбаши в 1887 году имамом местной мечети

Неясно, кто именно из семейства Калвертов приступил к собиранию антикварной коллекции — Фредерик или Фрэнк. Из свидетельств графа Карлайла ясно, что в 1853 году формирование собрания только начиналось. В переписке Шлимана коллекция упоминается как полноценный музей, фонды которого ко времени составления каталога 1902 года были разделены между поместьем и консульской резиденцией. Коллекция собиралась, по всей видимости, для последующей перепродажи. По состоянию на 1868 год Генрих Шлиман оценил фонды собрания Калвертов в 1000 фунтов стерлингов, и Фрэнк стремился привлечь его как посредника для выхода на антикварный рынок Берлина или Санкт-Петербурга, поскольку из-за обширных бессистемных раскопок в Леванте и Египте цены на лондонском рынке сильно упали. Велись также переговоры с Османским музеем, но Калверт пострадал из-за самовольных раскопок Шлимана: в августе 1870 года были прерваны все переговоры о покупке. Впрочем, известность Калверта в Германии привела к тому, что его собрание сделалось важной целью для антиковедов, путешествующих по Турции. В его доме побывали Эрнст Курциус, Густав Хиршфельд, Генрих Гельцер и многие другие; описание коллекции оставил археолог Бернгард Штарк. По состоянию на 1871 год, археологическая часть включала надпись из Сеста, позже проданную Британскому музею, надгробия и вотивные предметы из Кизика и Тимбры, ионические капители из Александрии Троянской и фрагменты фриза храма Афины. Обширная коллекция терракот почти целиком происходила из Тимбры; имелись также стеклянные сосуды, бронзовая персидская гиря с арамейской надписью, свинцовая ручка вазы, бусы, золотая диадема с изображением Диониса и Ариадны (предположительно та, что находится в музее Виктории и Альберта). В коллекции имелись также каменные орудия, 81 окаменелость и 82 геологических образца. В 1871 году около 300 изделий из собрания Калверта были выставлены на аукционе Sotheby's и дальнейшее местонахождение большинства из них неизвестно, хотя часть их через посредников поступила в Британский музей. В силу финансовых неурядиц Калверт в 1882 году продал часть своих коллекций (особенно мраморов) Шлиману, и они попали в Пергамский музей Берлина.
В 1890-х годах Фрэнк Калверт общался с американским посланником в Стамбуле Александром Уоткинсом Терреллом, который стремился создать для Техаса коллекцию античного искусства и изыскивал возможность приобрести целостное собрание. Калверт попросил ассистента Дёрпфельда — Альфреда Брюкнера — помочь составить ему каталог домашней коллекции. В ноябре 1894 года министр совершил поездку на Гиссарлык, в которой Калверт служил гидом. Террелл сообщал брату, что именно Калверт был истинным первооткрывателем Трои, и запечатал конверт древней печаткой, которую Калверт откопал у себя в Тимбре и продал американцу. Судя по всему, палата попечителей недавно основанного Техасского университета заинтересовалась и холмом. Фрэнк Калверт сообщал, что ему принадлежит на Гиссарлыке участок в 80 акров, который налоговым ведомством был оценён в 6500 долларов, но соглашался уступить его за 1000 фунтов стерлингов (около 5000 долларов). В послании от 12 декабря 1894 года Террелл сообщал попечительскому совету, что большая часть предметов в коллекции Калверта не очищалась и не реставрировалась и владелец оценивал её в сумму от трёх до пяти тысяч долларов, что составляло примерно треть от цены, которую могли бы запросить европейские антиквары. Об окончании этой истории ничего не известно; после возвращения в США в 1898 году Террелл передарил дары Калверта (надпись и три вазы) университету.
Оставшиеся после смерти Калверта коллекции (примерно 1600 единиц) сильно пострадали от землетрясения 9 сентября 1912 года и большей частью погибли при пожаре в Измире во время отступления греческих войск. После подписания перемирия 24 июля 1923 года Фрэнсис Генри Бэкон успел проникнуть в разорённую Тимбру и забрал немногие уцелевшие документы и реликвии. Таким образом была сохранена переписка Калверта и Шлимана, которую Бэкон передал в Афинскую библиотеку Геннади, она положила начало архиву Шлимана. Племянницы — Эдит и Элис Бэкон-Калверт — после землетрясения 4 января 1935 года передали оставшиеся от Калверта коллекции в археологический музей Чанаккале. В 1971 году из Стамбула в музей Чанаккале были перевезены коллекции Калверта, пожертвованные и переданные до 1900 года.

### Фрэнк Калверт и археологическая наука

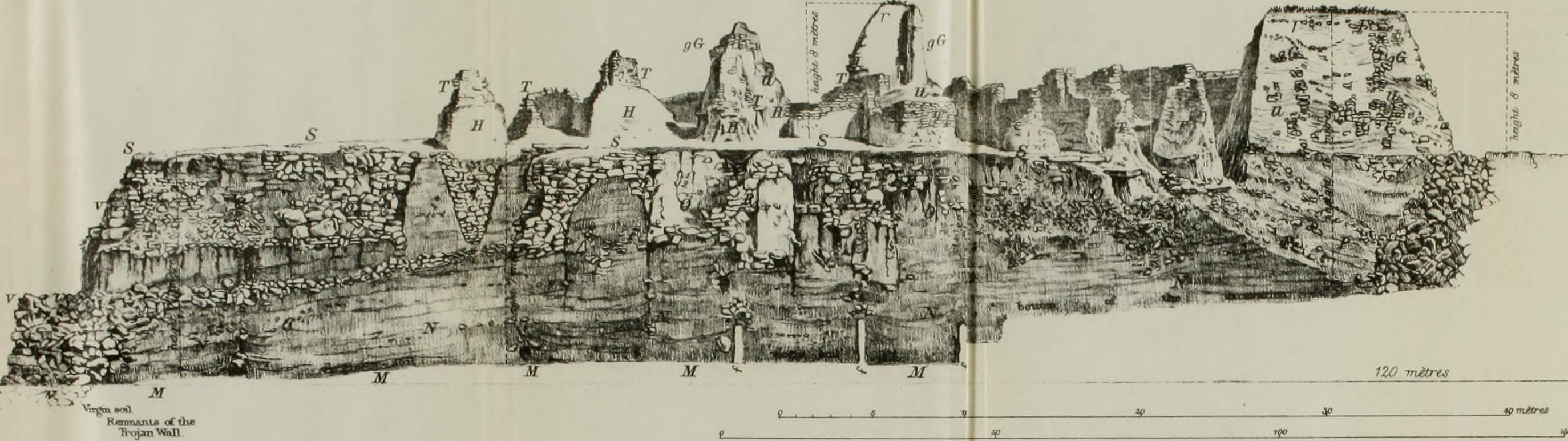
Разрез троянских стен из книги Шлимана «Илион», 1881 год

К широкомасштабным раскопкам в окрестностях Гиссарлыка братья Фредерик и Фрэнк Калверты обратились в 1855 году случайным образом. В связи с окончанием Крымской войны освободились инженерные войсковые части под руководством инженера Брантона (он представлял фирму Брюнеля), которые должны были возводить в Смирне и Абидосе госпитали. Раскопки на землях Калвертов были приемлемым занятием для 150 сапёров. Их перебросили в Ханай-Тепе, на территорию поместья Фредерика; как минимум один день велись работы и на Гиссарлыке. Брантон писал в отчёте, что нашёл коринфскую колонну отличной сохранности, но поскольку она весила более трёх тонн и не было дороги, пригодной для её вывоза на арбе, пришлось бросить мрамор на месте. Также была найдена напольная мозаика овальной формы с изображением охоты на кабана. Поскольку сапёры были отозваны уже на следующий день, Брантон велел засыпать изображение, рассчитывая вернуться. Спустя две недели он убедился, что мозаика была выломана и вывезена неизвестно кем. Впоследствии её нашли в Калафате в православной церкви. По мнению Дональда Истона, мозаику сапёры нашли на равнине у подножья холма, поскольку в тех местах во время раскопок Шлимана было найдено, как минимум, пять мозаичных полов. Впрочем, не исключён вариант, что находка происходила из Гиссарлыка, поскольку в 1863 году Калверт раскопал на своей земле сиенитовые колонны с беломраморными капителями, о чём сообщал в Британский музей. Только через четыре года, в 1859 году, Фрэнк Калверт вернулся к раскопочной деятельности в Эренкёе. К вопросу о местоположении Трои братья вернулись, вероятнее всего, в результате осушения болот и рекультивации земель в принадлежащих им поместьях. Следы раскопок на Гиссарлыке в 1863—1865 годах не сохранились физически, поскольку были уничтожены в ходе работ Шлимана, но были документированы им самим.

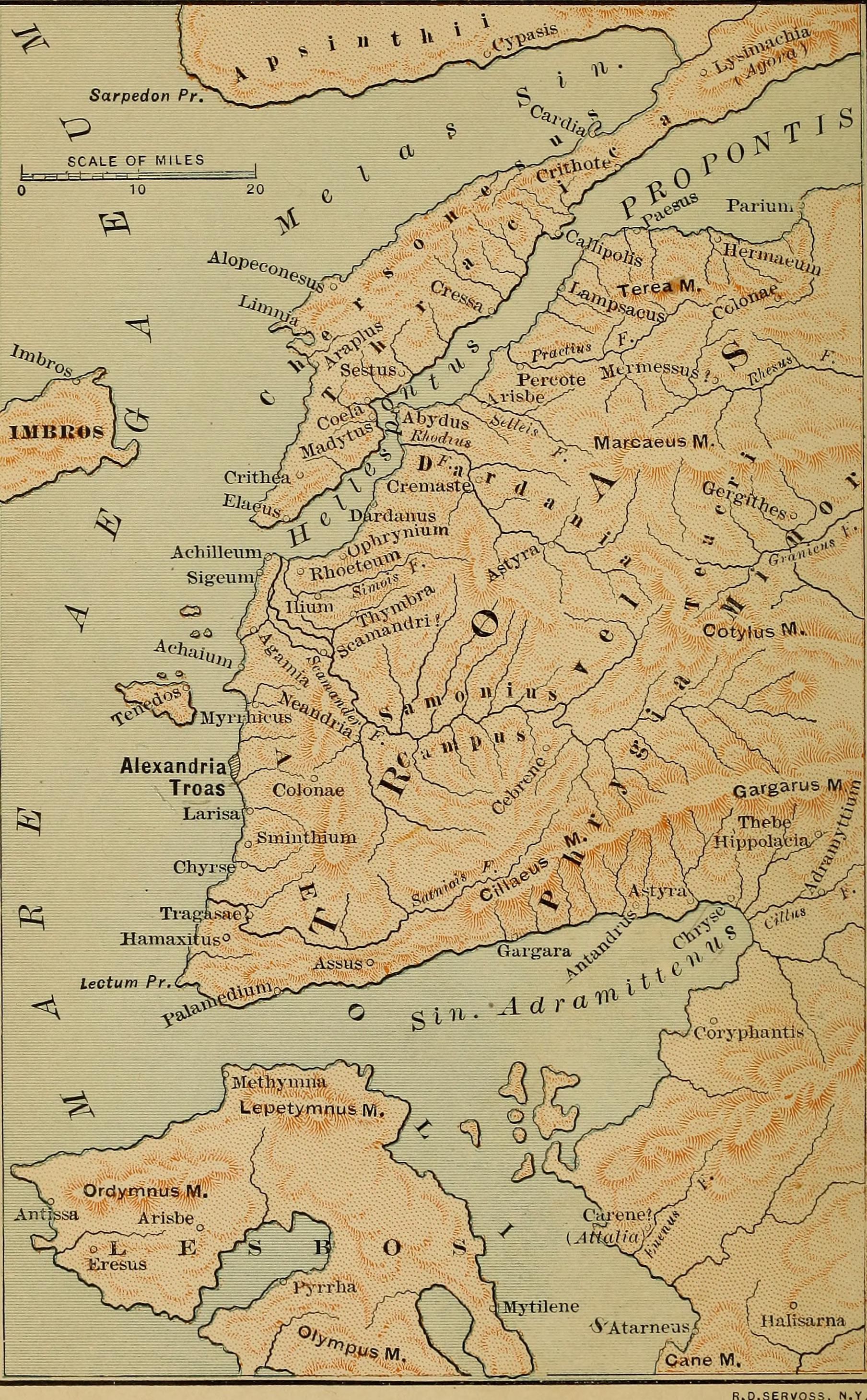
Карта гомеровской Троады из перевода Поупа в издании 1900 года

Биограф Калверта Марсель Робинсон специально исследовала вопрос о библиотеке Фредерика и круге научной литературы и первоисточников, которые были ему доступны. В основном его можно реконструировать по цитированию в статьях самого Калверта. В Чанаккале с опозданием доставляли лондонскую Times и Illustrated London News. В семейной библиотеке к 1860 году имелись переводы Страбона, Геродота, Ксенофонта, Фукидида, Плиния Старшего. Из современных ему научных работ по антиковедению и классической археологии Калверту были доступны: «Horae Aegyptiacae: Or, the Chronology of Ancient Egypt Discovered from Astronomical and Hieroglyphic Records Upon Its Monuments» Реджинальда Пула, работы Хобхауса и графа Шуазеля, Уильяма Гелла, Баркера Уэбба, Петера Форхгаммера. Также в его библиотеке были представлены: «Словарь греческой и римской географии» Смита, отчёт о раскопках Лейарда. При этом даже в 1880-е годы в его распоряжении не было трудов Чихачёва и Эккенбрехера и такого важного первоисточника как Дион Кассий.
Нидерландский независимый исследователь Ваут Арентзен отмечал, что в конце XX века наметилась тенденция к сравнению деятельности Калверта и Шлимана не в пользу последнего. Биограф Марсель Робинсон открытым текстом заявила, что если бы на месте Шлимана был Калверт, «он всё сделал бы намного лучше». По крайней мере, он не стал бы уничтожать верхних культурных слоёв, стремясь к главной цели — гомеровской Трое. Подобного рода рассуждения совершенно непроверяемы. Калверт не писал объёмных отчётов о своих раскопках и не оставил мемуаров. В каталоге коллекции Калверта, составленной Брюкнером в 1902 году, наибольшее число экземпляров — 416 — происходили «из неизвестных мест в Троаде», то есть были куплены или приобретены иным образом, но не раскопаны им самим. Методы раскопочной деятельности Калверта документированы его письмом Шлиману от 13 января 1869 года, в котором упоминалось, что следует проводить открытые траншеи через холм, углубляясь до материка, а затем рассекать участки холма параллельными траншеями под прямым углом. Это позволит сразу оценить участки, богатые древностями, а также открыть фундаменты или сохранившиеся части построек. Свои методы он сравнивал с практикуемыми Генри Лейардом.
В конце жизни Калверт утверждал, что в 1856 году приобрёл часть Гиссарлыка специально с целью раскопок. Едва ли это соответствует действительности: первые изыскания он начал лишь в 1863 году, причём никогда не пытался организовать широкомасштабных исследований. Обнаружив несомненные следы римского полиса Новый Илион, он остановил раскопки, о чём прямо говорится в статье-отчёте. Впоследствии Калверт помогал Шлиману людьми и инвентарём и поощрял незаконные раскопки. Однако в дальнейшем оказалось, что структура Гиссарлыка и слоёв, которые он скрывал в себе, чрезвычайно сложна. Этого Калверт не мог предусмотреть, а его работы не могли подготовить Шлимана к действительным трудностям. Фрэнк Калверт прямо советовал Шлиману: «Никогда не копайте на большей площади, чем это действительно необходимо, пока не найдёте что-то ценное». Будучи предпринимателем, Калверт рассчитывал, что троянские раскопки станут кладезем скульптур, нумизматических материалов и прочего, чего так и не произошло. Конфликт Шлимана и Калверта из-за «метопы Гелиоса» имел сугубо коммерческую подоплёку. Остин Лейард специально искал произведения искусства и не интересовался собственно топографической картиной и точными археологическими описаниями, поэтому атлас Шлимана «Троянские древности» 1874 года превосходил его отчёт во всех отношениях. Сравнение зарисовок Калверта и его опубликованных статей показывает, что его стратиграфические навыки были очень ограниченными, хотя и менялись с течением времени. Из статьи 1873 года «Excavations in the Troad» следует, что он не различал культурных слоёв, близких к материку, и считал их единой археологической культурой. Его зарисовки и наблюдения не совпадают с данными, приведёнными в археологическом атласе Шлимана. Заключение Калверта, что «сожжённый город» Шлимана не был гомеровской Троей, оказалось верным, однако его аргументация была, в лучшем случае, «псевдоучёной», а его выводы — следствием простого везения или научной интуиции.
По мнению В. Арентзена, Калверт находился под сильнейшим влиянием морфологической теории Винкельмана и стремился найти произведения искусства, чтобы по их стилевым особенностям датировать находки. Калверт искал сокровища и в статье 1873 года открыто именовал керамику и прочие находки «мусором»; содержание коллекций Шлимана он в дальнейшем характеризовал как «полуварварские реликвии». Иными словами, Калверт никогда не смог преодолеть границу, отделяющую антиквара от учёного, несмотря на свой профессионализм, глубину мышления и широту интересов.

## Память
После кончины Калверта в 1908 году его статус в истории археологии оставался двойственным. Он не был забыт и упоминался практически в любой биографии Генриха Шлимана, но при этом оценки его наследия были прямо противоположными. Банкир и гомеровед Уолтер Лиф ещё в 1923 году именовал Калверта «пионером в топографическом изучении Троады». Лиф принял все топографические отождествления Страбона и современных локаций Троады, принятые в публикациях Калверта. В изданной в 1973 году монографии об археологии Троады учёный Джон Мэньюэл Кук убедительно показал роль Калверта в истории троянской археологии и незаменимость добытых им сведений. Кук пользовался неопубликованным Katalog der Sammlung Calvert in den Dardanellen und in Thymbra (составленным Альфредом Брюкнером в 1902 году), который сохраняется в Стамбульском археологическом музее. Биограф Шлимана Дэвид Трэйл в книгах 1984 и 1995 года продемонстрировал стратегию замалчивания достижений Калверта. Одновременно исследователь доказал, что именно Фрэнк Калверт несёт ответственность за «превращение Шлимана в наивного апологета отождествления Трои и Гиссарлыка». Тем не менее вплоть до начала 1990-х годов вклад Калверта в троянскую археологию систематически недооценивался.
В 1990—2000-е годы были опубликованы две монографические биографии Фрэнка Калверта, выполненные женщинами-исследовательницами. Марсель Робинсон (1926—2018) в своей статье 1994 года упоминала, что подготовила рукопись «всеобъемлющей биографии Фрэнка Калверта». В свет 700-страничное исследование вышло только в 2006 году. В рецензии Яна Стронка (Амстердамский университет) монография Робинсон «Фрэнк Калверт: безмолвный партнёр Шлимана» характеризуется как чрезвычайно подробная, снабжённая мощным научным аппаратом, именными и географическими указателями, библиографиями и прочим. Особое внимание в книге было уделено взаимоотношениям Калверта со Шлиманом. Робинсон также утверждала, что именно Калверт легко убедил Шлимана, что в недрах Гиссарлыка скрывается гомеровская Троя. В книге нашлось место и для взаимоотношений Калверта с другими учёными своего времени: Генри Сайксом и Рудольфом Вирховым, с которым они переписывались с 1879 года. Если переписка Шлимана и Калверта уцелела в афинском архиве (всего около 30 посланий), то письма Калверта и Вирхова за период 1886—1902 годов не сохранились. Излишняя увлечённость автора своим героем, по словам Я. Стронка, привела к некоторой идеализации Калверта, который, как и его оппонент Шлиман, «не был святым».
Параллельно изучением наследия Калверта занималась американская исследовательница Сьюзан Хик Аллен (Университет Брауна), чья книга «В поисках стен Трои» была опубликована намного раньше — в 1999 году. В основе исследования лежало освещение конфликта между Шлиманом и Калвертом, который начался буквально с первых же дней их знакомства. Рецензент — Бен Марш — характеризовал работу как «элегантную и отрезвляющую историю о том, что „хороший парень“ не обязательно победит, золото достанется хаму; а глубоко фундированное исследование вполне может сделаться единственной наградой для компании гробокопателей, и понадобится целых 120 лет, чтобы всё это выплыло на свет». Итальяно-британский археолог Николетта Момильяно утверждала, что именно в монографии Аллен была предпринята радикальная попытка восстановить притязания Калверта на роль первооткрывателя гомеровской Трои. По мнению рецензента, в силу того, что Калверт был джентльменом-антикваром, ему не хватало настойчивости и сосредоточенности на единственной крупной цели, что контрастировало с целеустремлённостью Шлимана. Их отношения иллюстрируют ситуацию перехода археологии из состояния джентльменского хобби в полноценную научную дисциплину.
В 1982—1985 годах телекомпания BBC выпустила два документальных фильма по исследованиям Уильяма Калдера III и Д. Трейла («Человек за маской») и Майкла Вуда («По следам Троянской войны»). Они способствовали привлечению внимания широкой аудитории к личности и заслугам Калверта. В 2017 году вышло исследование Гюнай Услу (Амстердамский университет), в котором деятельность Калверта и Шлимана была вписана в контекст османского отношения к античной древности. Г. Услу также рассматривала раскопки Калверта как «ограниченные» (главным образом по недостатку средств), хотя и признавала пионерный характер его находок.

## Труды
- The Tumulus of Hanai Tepe in the Troad // Archaeological Journal[англ.]. — 1859. — Vol. 16. — P. 1—6.
- On a Bronze Weight Found on the Site of Hellespontic Abydos // Archaeological Journal. — 1860. — Vol. 17. — P. 198—200.
- Contributions to the Ancient Geography of the Troad. On the Site and Remains of Colonae. On the Site and Remains at Ophrynium // Archaeological Journal. — 1860. — Vol. 17. — P. 286—296.
- Contributions to the Ancient Geography of the Troad. On the Site and Remains of Larisa // Archaeological Journal. — 1861. — Vol. 18. — P. 253—255.
- Contributions towards the Ancient Geography of the Troad. On the Site of Gergithe // Archaeological Journal. — 1864. — Vol. 21. — P. 46—53.
- Contributions to the Ancient Geography of the Troad. On the Site and Remains of Cebrene // Archaeological Journal. — 1865. — Vol. 22. — P. 51—57.
- Excavations in the Troad // Levant Herald. — 1873. — 4 February.
- Important Scientific Discovery. Proof of Man’s Existence during the Miocene Period // Levant Herald. — 1873. — 19 March.
- On the Probable Existence of Man during the Miocene Period // The Journal of the Anthropological Institute of Great Britain and Ireland. — 1874. — Vol. 3. — P. 127—129. — JSTOR 2841071.
- Trojan Antiquities I // Athenaeum. — 1874. — No 2454 (7 November). — P. 610—611.
- Trojan Antiquities II // Athenaeum. — 1874. — No 2455 (14 November). — P. 643—644.
- Mr. Calvert and Dr. Schliemann on Troy // The Guardian. — 1875. — 11 August. — P. 1024.
- Calvert Frank und Melchior Neumayr. Die jungen Ablagerungen am Hellespont // Denkschriften der kaiserlichen Akademie der Wissenschaften. Mathematische-naturwissenschaftliche Klasse. — 1880. — Bd. 40. — S. 357—378.
- Ueber die asiatische Küste des Hellespont :  [нем.] // Zeitschrift für Ethnologie. — 1880. — Bd. 12. — S. 31—39. — JSTOR 23026506.
- Appendix 4: Thymbra, Hanai Tepeh // Schliemann H. Ilios. — N. Y.: Harper and Brothers, 1881. — P. 706—720.
Калверт Ф., г-н консул. Приложение IV. Фимбра — Ханай-Тепе // Шлиман Г. Илион. Город и страна троянцев / Пер. англ. Н. Ю. Чехонадской. — М. : ЗАО Центрполиграф, 2009. — Т. 2. — С. 433—454. — 543 с. — ISBN 978-5-9524-4575-8.
- Meteorsteinfalle am Hellespont // Mathematische und naturwissenschaftliche Mittheilungen aus den Sitzungsberichten der königlich-preussischen Akademie der Wissenschaften zu Berlin. — 1880. — S. 441—442.
- The Discovery of Homer’s Troy // Levant Herald and Eastern Express. — 1894. — 7 July.
- On the Tumulus of Choban Tepeh in the Troad // Journal of Hellenic Studies. — 1897. — Vol. 17. — P. 319—320.
- Ein Idol vom thracischen Chersones // Zeitschrift für Ethnologie. — 1901. — Bd. 33. — S. 329—330.
- Beiträge zur Topographie der Troas Архивная копия от 3 марта 2020 на Wayback Machine // Mitteilungen des deutschen Archäologischen Instituts, athenische Abteilung. — 1902. — Bd. 27. — S. 239—245.